# ワイルド7
『ワイルド7』（ワイルドセブン）は、望月三起也による日本の漫画。テレビドラマ化などもされている。2015年12月時点で累計発行部数は800万部を突破している。
このページでは漫画版および全ての続編、これらを原作にした作品を紹介する。

## 「ワイルド7」とは
悪人に対して即断即決の武力行使を容認された超法規的な組織の名称。通称「地獄からきた警察」と称され畏怖される。実働部隊の構成メンバーの員数は7人で、全員がバイク・車両の運転操作および火器・刃物など武器全般の扱いに精通しており、使命遂行のためには手段を選ばない。隊長の草波勝は「毒をもって毒を制す」の故事に倣い、広汎な裏社会から厳格な審査基準を満たす異能の人材を集めて「悪をもって悪を制す」という前代未聞の特殊部隊を立ち上げた。階級としては、デフォルトの7人全員が一般の警察署長よりも高位の「警視正」を拝命している。
なお、第2話「バイク騎士事件」連載当時に週刊少年キングの誌面に掲載されたコラム「警察でない警察『ワイルド7』の実体!!」
では以下のように説明されていた。
また、テレビドラマ放映当時（1972年-1973年）に有限会社アオシマ文化教材社（現：株式会社青島文化教材社）より発売されたプラモデル「アオシマのワイルド7シリーズ」各商品の設計図には、以下のような紹介文が掲載されていた（テレビドラマ放映期間中にもかかわらず原作に基づく情報の記載が多く、成沢検事のフルネーム、オヤブンの特技・副業などに独自の記述も見られる）。

## 漫画版（原作）

### 登場人物

#### ワイルド7のメンバー
飛葉 大陸（ひば だいろく）
- 特技：ライディングテクニック、機械工学
- バイク：HONDA CB750FOUR
  - 後進走行可能
  - フロントとリアのフォークそれぞれに一基ずつ、合計四基のリフト・ジェットを装備。これを用いて水面を走ったり（「千金のロード」）、障害物を飛び越えたり（OVA版）できる。
  - シート後端部にマグネットアンカー・スロウアーを装備。本来の使用目的は路上の障害物除去だが、武器として使用（「バイク騎士事件」）、落下を食い止める（「地獄の神話」）などいろいろな役目に使用される。

- 拳銃：コルト・ウッズマンカスタム
銃身を2インチまたは3インチにソードオフして短銃身化したもの。短銃身化による射程の短さを補うための長銃身（「緑の墓」「首にロープ」にて使用）などのアタッチメントも存在する。コルト・ウッズマンのセカンドシリーズまたはサードシリーズをカスタム化したものを使用していた。
「ガラスの城」では、本来22口径のところを倍の44口径に改造したものを使用（劇中未使用）。「地獄の神話」ではワルサーPPK、コルトパイソンも使用。
『新ワイルド7』では.357口径化（別の場面では、「お前の好きなコルト・ウッズマン32口径改を用意した」との草波のセリフもあるが、詳細は不明）した物を使用。
『ワイルド7 野獣の紋章』では.357マグナム口径に改造したものを使用しているが、使用弾薬は不明（.357AMP弾薬か、通常の.357マグナム弾薬かは言及されていない）。
- 常用銃：  レミントンM31 ウインチェスターM97
- 罪状：傷害致死、強盗傷害、恐喝、窃盗など、前科13犯（OVA版より）。

この作品の主人公。通称「飛葉ちゃん」。物語開始当初の年齢は16歳。
少年院に収監された後も、一カ月に一度、定期的に脱走を繰り返していた（本人によると、そうしなければならない理由があったようだが、結局その理由については言及されなかった）。その脱走の最中、草波の「テスト」をそれと知らないままに受け、無事生き残った後、ワイルド7にスカウトされた。
メンバー中最年少ながらワイルド7のリーダーを務め、戦闘能力・ライディングテクニック共にメンバー中随一の実力を持ち、指揮・捜査能力も一流、頭の回転も速い。徒手格闘術にも長けており、凶悪犯を素手で難なく制圧できる実力を持つ。ただし、さすがにプロに敵うほどのレベルではなく、バイク騎士事件では半殺しにされている。
敵や悪党に対しては非情そのもの、態度がぶっきらぼうな上に口も悪いが、基本的にお人好しで優しい性格を持ち、義理人情にもろく友情に篤い。
最終話「魔像の十字路」で登場した謎の占い師が彼を称して、「優しい鷲」。
表向きの職業はフリーのルポライターで、テレビ局から仕事を請けることもある（「ワイルド7」時代）が、そちらでの生活をうかがわせる描写は「バイク騎士事件」と、「魔像の十字路」での回想でしか見られない。「新ワイルド7」では白バイ警官として港横浜署に勤務。勤務態度が目に余るほど危険なため、銃の携帯を禁じられている。
制服時、私服時を通して、上着の左襟内側に警視長の階級章を付けており、必要に応じてそれを提示する。
一人暮らしのためか料理がうまく、特にうどん（『ワイルド7』時代）やチャーハン（『新ワイルド7』時代）が得意。『ロゼ・サンク』ではその腕を活かし、表の職業として屋台のケバブ屋を営んでいた。食い道楽の気もあるようで、劇中でもフランス料理やスパゲティについて蘊蓄を語ったりしている。
続編では記憶喪失となり、「ワイルド7」時代のことを憶えていないが、バイクの腕前や本能は健在で「草波」という名前に反応するなど、記憶の一部は潜在的に覚えている模様（『新ワイルド7』）。30代になっても指揮・戦闘能力は衰えていない（発作に襲われると、過去の記憶を幻覚として思い出すことがある（『飛葉』））。作品によっては記憶喪失の他に、急所を外して撃つ（『新ワイルド7』）、後遺症で右膝の関節が伸びたまま（『ロゼ・サンク』）、時々胆石が痛む（実は摘出不能な異物による発作的な痛み）（『飛葉』）などの設定がある。
「ワイルド7R」では、大悟のことを指して「昔の俺に似ている」と評していることから、記憶喪失は多少なりとも改善している模様。
漫画版原作において、この名前は本名とされているが、後の「ワイルド7トリビュート」や映画版などでは「コードネーム」として扱われている。

ヘボピー
- 特技：（ゴリラをも凌ぐ）超怪力
- バイク：ハーレーダビッドソンFLH※スペアタイヤキャリア装備
  - 後進走行可能
  - 他のバイクの交換タイヤを運搬する（「バイク騎士事件」「誘拐のおきて」）。
  - 両国、チャーシュー両名の使用するロケット弾の予備弾の運搬を担当している節がある（「野生の七人」）。

- 拳銃：コルト・ウッズマンマッチターゲット6inch、最終章では、モーゼルC96、44オートマグ
- 罪状：集団暴走行為、米軍基地襲撃など、前科4犯（OVA版より）。

ヘボピー、つまりヘボなヒッピー。日米安保反対を口実に米軍基地に乱入して暴れ廻ったが退路を断たれ、逃げ回っていたところを草波にスカウトされる。考え方は古風。
本名は「辻」。
巨体と怪力、また忍耐力を持ち、飛葉に続いて2人目のメンバーになった。
スカウトの直前、飛葉が「異常な凶暴性を持っている」と言っているが、実際は逆に、元ヒッピーらしいのんびり屋のイメージが強い。レスラーのような凶暴な外見に反して実は大学出のインテリで、優れた知性を持ち、リーダーシップも優秀。飛葉が不在の時は、冷静沈着な判断力でワイルド7を率いることもあった。首狩族相手にコミュニケーションを取る事に成功した事もある（「千金のロード」このときは途中で敵が銃撃した結果、不本意な戦闘となってしまった）。
女性に本気で好意を持つと、冷静な判断力を失うという弱点を持つ。「首にロープ」事件の際はここに付け込まれ、危うく毒殺されかかった。
「魔像の十字路」で炎の中で崩れ落ちる柱を支え全身火傷を負う。全員のバイク突撃中には空中で死亡していながらも焼けただれた手足でバイクを離さず、敵の銃撃を受ける。ワイルド7らしくバイクの上で死んだ。

八百（はっぴゃく）
- 特技：催眠術
- バイク：ノートン・コマンド750Sタイプ（改）
  - 後進走行可能
  - エンジン直下に水平方向に展開する補助動力輪を二基持ち、それを用いて壁や崖を登ることが可能。
  - シート後端部にマグネットアンカー・スロウアーを装備。

- 拳銃：南部大型自動拳銃（通称陸式南部・パパ南部）
- 罪状：背任罪、詐欺罪など、前科8犯（OVA版より）。

元プロ野球投手。催眠術を打者にかけることで「魔球」を見せ、魔球投手として一世を風靡していたが、そのネタを暴かれた上に、それを八百長試合に利用したことまで公表されたため、野球界を永久追放された。ニックネームの「八百」はこれが由来。マウンドでバッターと対峙したわずかの時間にかけて、さらにキャッチャーや審判にはかからない催眠術を使う相当の腕前。そもそもボールやバットやマウンドに細工もしていないのに、催眠術という確定しにくい要素で八百長としたルールの厳しさが当時ならではである。
トレードマークはキャッツアイ型のサングラス。
クールガイを気取っているが、飛葉に突っ込まれるほどの甘いもの好きで、特に芋羊羹や甘納豆、汁粉など、和風の甘味に目がない。殉職時にすら、それが飛葉の回想に出てくるほどの徹底振りであった。
表向きの職業は、フリーのゴルフトレーナー。
「魔像の十字路」で沖田刑事の裏切り行為により殉職。

両国（りょうごく）
- 特技：爆薬の調合・扱いを熟知していること。
- バイク：ノートン・コマンド750ファストバック、Kawasaki500SS MACH III & サイドカー
  - 後進走行可能
  - 車体左側に装着されたサイドカーに、6連装ロケットランチャーを装備。
原作では走行中の発射をしていないが、OVA1話では走行中、しかもスピンしながら連射し、さらにそれを全弾移動目標に命中させる妙技を見せた。
アタッチメントを使用することでライン・スロウアーおよびウィンチとしても機能する（「運命の七星」）。
初登場時のみ、このランチャーの代わりに、切り離し可能な車輪付き小型爆弾を装備していた（「野性の七人」）。

- 拳銃：クロスマン130空気拳銃（中期まで使用）、スタームルガーMkI（「朝食に死を」「魔像の十字路」で使用）。
- 罪状：危険物管理法違反、凶器準備集合罪など、前科7犯（OVA版より）。

爆発物と火薬の専門家。
普段は花火の製造会社に勤務しているが何やら社長の弱みを握っており、係長なのに社長より待遇が上。性格は温厚でおちゃめなところもあり、曲者揃いのチームの中でムードメーカー的役割になることも多い。しかし、悪党に対しては冷酷な凄みをたまに見せることもある。飛葉、オヤブンとは特に仲が良い。第1話「野性の七人」では“パチ公”（火薬が爆発する様を表す擬音語“ドンパチ”に由来する）と呼ばれている。
「魔像の十字路」で熊の檻に吊るされた状態で蜂の巣にされ殉職。

オヤブン
- 特技：不明（OVA版では日本刀を用いた戦闘に長ける様子が描かれている）
- バイク：スズキ・ハスラー250
  - 後進走行可能
  - 後輪車軸に対車両用の炸裂弾発射装置を持つ（称して「バイク地雷弾」。「緑の墓」でのみ使用）
  - シート後端部にマグネットアンカー・スロウアーを装備。

- 拳銃：コルト・パイソン6インチ銃身モデル
- 罪状：傷害および殺人教唆、暴力団取締法違反など、前科9犯（OVA版より）。

階級は警視正（「緑の墓」）
元上州のヤクザの親分。「新田の田吾作」（「緑の墓」）と名乗ったことがある。
トレードマークは丸型のサングラスと角刈り、それに腹巻きとダボシャツ。
メンバー中、ただ一人リボルバー型拳銃を常用している。
また、他のメンバー全員が大排気量オンローダーに乗車する中、彼のみが中排気量デュアルパーパスを愛車としている。
25歳にして（メンバー中、実年齢が明かされているのは、飛葉以外では彼のみ）1000人もの配下を持つ文字通りの「大親分」だったが、草波に若いころの失態（金庫破りに入った時に仲間が射殺されたのを見て、恐怖のあまりに脱糞した）をネタに脅迫され、無理矢理入隊させられた。
入隊当時は不摂生と「貫禄を付けるため」にかなり太っていたが、世界の猛烈なしごきに遭い体型が激変、以降は痩せ型の体型となった。
ヤクザの看板である「任侠道」を地で行く性格を持ち、義理人情に厚く受けた恩は決して忘れない好漢。
「魔像の十字路」最終局面で、他のメンバーを逃がすために自ら囮となって奮戦したものの、弾切れの隙を衝かれて蜂の巣にされ、くちなしの花の咲き乱れる中息絶えた。

世界（せかい）
- 特技：ライディングテクニック（曲乗り）
- バイク：ハーレーダビッドソン・スポーツスターXL
  - 後進走行可能
  - バックレストが後ろに倒れてスロープとなり、他のメンバーのバイクのジャンプ台として機能する（「野性の七人」）。
  - シート後端部にマグネットアンカー・スロウアーを装備。

- 拳銃：モーゼルC96
- 罪状：動物管理法違反、業務上過失致死など、前科5犯（OVA版より）。

元サーカスの軽業師で、軍師的な役割をこなし、曲芸運転・射撃も彼が皆に教えた。表向きの職業は理髪師。
飛葉に続き早い時期にスカウトされており、他のメンバー（特にオヤブン）のトレーニングのコーチもしていた。
トレードマークはティアドロップ型のサングラスとカイゼル髭。
サーカスに対して強い思い入れと誇りを持っており、それが元でオヤブンと掴み合いの喧嘩をしたことさえあった（「バイク騎士事件」）。
「コンクリートゲリラ」にて、都市ゲリラの捜査中にゲリラの事故工作隊の車に轢かれた上拷問を受け、最後は車ごと水に沈められ溺死したが、死の間際に重要な情報を記したダイイングメッセージを残し、コンクリートゲリラ壊滅のきっかけを作った。
瓜二つの兄は航空自衛隊幹部。本作品終盤と、その後を描いた「優しい鷲」に登場し草波の同志として活躍する。

チャーシュー
- 特技：2つあるとされ、一つは頭が異常に硬いこと。飛葉は「（チャーシューには）もう一つとっときの特技がある」と言っていたが、本編でそれらしい技・能力は未使用。
- バイク：スズキ・GT380
  - 後進走行可能
  - 左右レッグシールド内側に、小型ロケット砲を一基ずつ装備（「野性の七人」）

- 拳銃：スタームルガーMkI
- 罪状：薬物取締法違反、業務上過失致死など、前科6犯（OVA版より）。

中華料理店店員。草波隊長ではなく、飛葉がスカウトした唯一のワイルド7隊員。
「コンクリートゲリラ」にてコンクリートゲリラの事故工作隊により、高熱で溶融状態のアスファルトを全身に浴びせられ死亡、ワイルド初の殉職者となった。
世界と共に初期エピソードで死んでしまったため、登場場面が少なく経歴などの詳細は不明（第2話「バイク騎士事件」でも、負傷した八百の護衛役を命じられて戦列から外されている）。
ビデオ版では薬物を取り扱うような描写がされていた。

テル
- 特技：前職のサッカーで鍛えた抜群の視力。現役選手時代には“タカの目のテル”と呼ばれていたという（自称）。モデルは元サッカー選手の宮本輝紀。
- バイク：トライアンフ・トライデントT160（チョッパー風改造）
- 拳銃：モーゼルC96
- 罪状：不明
初登場の空港でのシーンでは「トカレフTT-33」がホルスターに入っていた。射撃の腕はいい方であるが、活躍場面が少ない。

「千金のロード」事件からの追加メンバー。階級は警視（「黄金の新幹線」）
入隊当初は年下のリーダー飛葉を軽んじことあるごとに反発していたが、後に実力を認めたらしく、「飛葉さん」と呼ぶに到った。
旧ワイルド7のヘルメットには全員共通して両側にチェッカーサインがペイントされているが、テル着用のヘルメットのみ、替わりにコブラのイラストがペイントされており、彼独自のトレードマークとなっている。
「黄金の新幹線」編前半にて深手を負い、「緑の墓」最終盤に出てからしばらく本編に登場しなくなる。
「地獄の神話」編にて再登場するもバイクに乗って活躍するシーンは無く、「負傷してから草波さんは俺を使ってくれん」と不満をこぼしている。
同編ラストで、コブラ入りヘルメットを被った白骨死体となって発見される。しかし終盤の飛葉のセリフから、実際には飛葉たち一部の者以外には秘密裏に生きている（神話グループ側に懐柔されたように見せかけている）ことが暗示される。そして飛葉が、テルを幹部に据えた神話系列の航空会社に指示し、神話兄弟の長兄の乗った飛行機を墜落させるように画策したことがわかる。

デカ
- 特技：不明
- バイク：BMW R60/5
- 拳銃：スタームルガーMkI、南部大型自動拳銃（殉職時に使用）

「千金のロード」事件からの追加メンバー。
元超ベテラン刑事。メンバー中唯一前科がないらしいが、なぜ隊員となったのかは不明。
活躍するより負傷する方が多く、味方の足を引っ張ってしまう場面が多々ある。本人も「おれは任務をまっとうしたことがない」と苦にしていた。
しかし「首にロープ」編ではニセ自衛艦をセブンレーラー搭載の砲で撃沈する活躍を見せた。
「首にロープ」事件の最中、死別した妻の命日に瀕死の重傷を負わされる。それを若井軍八の仕業と思い込んだ彼は、重傷の身をおして単独で彼を襲撃するも、返り討ちに遭い殉職した。

ユキ
- 特技：格闘技、変装による潜入捜査。
- バイク：カワサキ・250TR　スズキ・GT750、後半はハンドル中央に対戦車ライフル付きのドゥカティ750スポルト
- 拳銃：レミントン・ダブルデリンジャー、最終話ではワルサーP38

追加メンバー。本名は本間 ユキ（ほんま ゆき）。通称「みそっかすのおユキ」。
身長は約165cmで、モデル顔負けのグラマーなスタイルの持ち主。
家族全員がコンクリートゲリラ一味の犠牲となって死に追いやられ、その復讐のためにゲリラハンターとしてゲリラ構成員を私刑に処していた。その際、協力者と思って信頼していた幼なじみの刑事に裏切られ、その出世のために殺されそうになったところを飛葉に救われる。のちワイルドメンバーにスカウトされる。
入隊前のゲリラハンター時代はペッパーボックスピストルを自作する、バイクを駆って散弾銃で都市ゲリラを狩る、超遠距離からの狙撃を苦もなく成功させるなど、本職の軍人顔負けに活躍していた。ただし、事件以前は普通の事務員に過ぎなかった彼女が、そこまでの戦闘能力・軍事知識を獲得できた理由について劇中ではいっさい語られていない。
飛葉に好意を持っていたようで、飛葉をめぐりイコと対立する場面があった。
「朝食に死を」編の時点では「無印、無階級」で、それを逆手に取り、行動を制止しようとした警官に「民間人の行動を阻止していいの？」とやり返した。
のち、「ガラスの城」にてワイルドの別働隊「女ワイルド7」のリーダーになったこともある。その際、他の隊員たちと共に「警部補」の階級が与えられているが、女ワイルドは壊滅して自然消滅しており、その後ユキの階級章を示す描写もないため、階級がどうなったのかは不明。
最終章「魔像の十字路」編のラストで、ワイルドメンバーで唯一生き残り泊陸将のヘリに救出されはしたが、老婆の予言「夏に雪（ユキの暗喩）が降れば…」を一縷の望みとして、飛葉を死の運命から救うため自らヘリから飛び降りた。最終的な生死は不明のまま。

草波 勝（くさなみ まさる）
- 拳銃：ワルサーPPK（メインで使用）、コルト・ディティクティブスペシャル2インチモーゼルHScなど。
- 愛車：アルファロメオ1750GTヴェローチェ

江戸大学（架空の大学）卒業の俊才。
元警視庁のキャリア官僚で、末は警視総監と言われるエリートだったが、「法律で裁けない悪党はいっそ処刑してしまうべきだ」と唱え、ワイルド7を組織して自ら隊長となる。
基本的に戦闘には参加しないが、刑事時代は「抜き撃ちなんとか」などと言われるほどの拳銃の名手だったらしい。
普通自動車、大型トレーラー運転のほか、ヘリコプターも操縦できる。そのため、ワイルドの移動司令室・セブンレーラーの運転は、ほとんどの場合、彼が担当する。
悪人には冷徹。またワイルドのメンバーに対し非情とも思えるような仕打ちをすることが多く、メンバーと衝突するエピソードがよくあった。「黄金の新幹線」ではテルに対し面と向かって「お前が死んでも補充がきく」と言い放ったこともある。だが内心では彼らを信頼し仲間意識を持っており、人知れず涙を見せる温情家の一面もある。実際、業務を兼ねつつも、メンバーのいずれかと食事を共にしている場面もある。
他にも恩人の身の危険のせいで意図せずメンバーと決別してしまった際に後悔の涙を流し、自らの判断により、恩人とメンバーの双方の生存を計る（「バイク騎士事件」）などの一面も見せている。
最終シリーズ「魔像の十字路」編では、ワイルド7では秘熊防衛大臣の日本乗っ取りを阻止できないと悟り、獅子身中の虫となるべくあえて敵側に寝返り、ワイルドを全滅させる手引きをした。しかし、生き残ったメンバーを救出するべく、泊陸将に依頼して救出のためのヘリコプターを差し向けていることから、単に捨て駒として見捨てていたわけではないことが、最終回で判明する。
番外の単発続編『優しい鷲』では検事総長に昇進しているが、裏で飛熊総理抹殺のために記憶喪失状態の飛葉と、亡くなった世界の実兄はじめ、急拵えで集めた在りし日のメンバーたちのそっくりさんとで、ワイルド7を復活させる。
「新ワイルド7」でも隠された温情ある性格は変わらず、新生ワイルドが人員面で大打撃を受けた際には、メンバーをこれ以上失いたくない心境を飛葉に吐露したり、他にもワイルドをその前歴から蔑む高官に対しては慇懃無礼に協力を拒絶するなどの一面も見せていた。

#### ワイルド7メンバー以外のレギュラー
イコ
メンバー行きつけの店「ボン」の経営者。飛葉に気がある。
志乃（しの）
イコの妹。小学生くらいに見えるが、通学する様子もなく店を手伝っている。通称「志乃ベエ」。OVA「ワイルド7 another 謀略運河」では成長した姿でゲスト出演を果たした。
成沢（なるさわ）
草波の恩人の検察庁検事で、後に検事総長。ワイルド7を組織することに尽力した一方で、超法規的活動を続けるワイルドに疑問と後悔を感じることも。「優しい鷲」にて秘熊の部下から拷問を受け死亡した模様。

### 各話のタイトルと登場人物
野性の七人（単行本1、2巻）
草波が組織した7人の犯罪者による特殊警察ワイルド7。彼らは、犯罪者に対し、裁判抜きで射殺することが許されていた。このリーダーである飛葉に草波から指令が下る。
大岩 雷太
表向きは芸能プロダクション、裏稼業は50人の殺し屋をかかえる秘密結社MCプロの社長。
遠井弁護士
MCプロの黒幕の顧問弁護士で、実質的には社長の大岩よりも上級の地位にある。
東署署長
東日本銀行（連載当時は架空の銀行）金塊強奪事件の管轄署長。MCプロ事件についても刑事を潜入させ捜査する。潜入刑事殺人未遂容疑で捜査班20名を率いて大岩の逮捕へ向かうが、要塞化されたMCプロビルの仕掛に太刀打ち出来ず失敗する。草波の警視庁時代の同僚。
潜入刑事
東署刑事。MCプロ大岩を捜査するため、大岩の住むニューオオタキホテルに掃除夫として潜入。MCプロ幹部を拳銃不法所持と傷害罪で逮捕しようとするが失敗し瀕死の重傷を負う。
マコ
潜入刑事の息子。志乃ベエの友達。誕生日に父の帰りを志乃ベエと共に待つ。
バイク騎士事件（単行本3、4巻）
西洋の騎士の甲冑を着て、バイクに乗った一団が帝国テレビ社長を殺害。謎に迫ろうとするワイルドを草波が妨害する。
黒松
帝国テレビ幹部。バイク騎士を使いマスコミを支配し、謎の組織に属する人間たちをテレビで売り込み国会議員にすることを企てる。
レスキックジムのボクサーたち
帝国テレビ乗っ取り犯一味が、乗っ取り後の視聴率を上げるために創設したプロレスとキックボクシングを融合した（架空の）格闘技レスキックのボクサーたち。
山中にあるジムで練習を行う一方、帝国テレビ乗っ取りに暴力的な面で加担している。
バイク騎士
黒松の指令で動く謎のバイク集団。鎧に身を包み、鉄板もつらぬく槍を装備したバイクに乗る。
正体はレスキックのボクサーと思われるが、黒松がそのように受け取れる発言をしただけで、作中では明確にはされていない。ビデオアニメ版ではリーダーが日本の鎧を着ていた。
遠井弁護士
帝都テレビ乗っ取り犯一味の黒幕の顧問弁護士（そのため、MCプロと帝都テレビ乗っ取り犯一味の黒幕は同一人物であることが暗示されている）。
夏江
箱根の町医者。バイク騎士の仕掛により重傷を負った飛葉を、妻のコルセットで治療する。
水島
東京の町医者。夏江医師の旧友。モデルは漫画家の水島新司。
城東署署長
東京の警察署長。バイク騎士に扮してチャーシューと共に軽井沢の帝国テレビパーティ会場へ来る。
誘拐のおきて（単行本5、6巻）
日本の航空機がハイジャックされた。その背後には、ゆうれい将軍と呼ばれる謎の男が。ワイルドに出撃命令が下る。よど号乗っ取り事件をモチーフにしたストーリー。
ゆうれい将軍
全日航機乗っ取り事件の主犯。過去に連続誘拐事件を行い成功させる。その際、手がかりを残さなかったことから「ゆうれい将軍」とよばれる。
有田
元新産国日本大使。ゆうれい将軍に乗っ取られた全日航機機に乗合せ、古産国に置去りにされた。
タカオ
横浜のバイク族イーグル団のボス。横浜へ来たかつてのボス飛葉を追い返そうとする。
西沢 幸兵
横浜の暴力団半数一家の三下。事件解決策「聖書作戦」のフィルム撮影に必要不可欠な人物。
コバさん
草波の親友で俳優。実在する人物を演じるのが得意で、山下清や東条英機などを演じていた。元になった人物は俳優の小林桂樹。
シラブ自治領警察長官
シラブ島自治領の警察長官。刑務所長も兼ねる。
大臣
悪徳政治家。有田元新産国大使置き去り事件解決の交渉材料として、ワイルド7から情報を購入するが、その価格が法外に高かったことからワイルド7への報復を画策する。
署長
昔、飛葉が悪事を繰り返した街の警察署長。ワイルド7への報復を画策する大臣から、飛葉の犯罪記録を提供するよう求められたが拒否する。そのため地方へ左遷された。かつての飛葉の悪事の際、人質にされた娘がいる。
コンクリート・ゲリラ（単行本7、8巻）
コンクリート・ゲリラを名乗る一味が、米軍のミサイルを強奪する。奪還のために出動するワイルド。しかし、その行く手にゲリラ・ハンターが立ちはだかる。後にメンバーとなるユキが登場。
コンクリートゲリラ
都市ゲリラ組織。事故に見せかけたゲリラ活動を得意とする。住宅造成地を基地に軍事訓練を行い、日本が内戦になった日に備えている。紅ゲリラとも連携している。捜査に当たっていた世界とチャーシューを殺害する。
竜班長
作戦立案担当。チャーシュー殺害を指示し、捕縛した世界を拷問した上で溺死させ、米軍のミサイル奪取作戦を指揮した。
大尉
タクシー運転手に扮装し、コンクリートゲリラへの加入希望者を選別している。拳法の達人で、潜入したヘボピーを痛めつける。
紅ゲリラ委員長
コンクリートゲリラの下部組織である紅ゲリラの委員長。ヘボピーと同じ監獄に収監されており、ヘボピーを連れてコンクリートゲリラに参加する。
不良米兵
ベトナム帰休兵3人組。コンクリートゲリラのミサイル強奪を手引きする。
戸田
ユキの幼なじみの刑事。ゲリラに家族を殺され復讐しようとするユキの後ろ盾になるが、実は出世のためにユキを利用している。
長官
コンクリートゲリラのミサイル強奪に対して現場で機動隊の指揮を執る警察幹部。
下町高校生徒
学園紛争で校舎に立てこもる生徒グループ。ミサイル強奪の予防策として配備された機動隊を追い返す。
千金のロード（単行本9、10巻）
謎の荷物と人質を金公司の別荘から運び出すという任務のために出動したワイルドは、しかし北ベトナム軍の空港占拠のためベトナム戦争の戦場に取り残されてしまう。バイクで戦場を突破しようとするワイルドに殺人結社の魔の手が迫る。
金公司
中国人の商人。マリをラオスの別荘に人質として監禁していたがワイルド7に救出されたため、九竜会にマリ奪還とワイルド7抹殺を依頼する。
マリ
金公司出入り商人の娘。ワイルド7により救出される。パリの最新モードの衣装に固執する勝ち気な性格。
九竜会
MCプロ壊滅後、東南アジア一番の殺人請負会社。会員である3万人の殺し屋は、あらゆる階層、職業に存在する。金公司の依頼を受け、ワイルド7たちに対して4人の狙撃者を送り込む。
米軍兵一行
北ベトナム軍から敗走する米軍の一隊。ワイルド7の戦場突破作戦に不承不承、同行する。
首狩り族
戦場突破作戦の通過地帯に生活する原住民。飛葉の策により、北ベトナム軍に化けた九龍会エージェントを襲撃する。
灰のとりで（付）（単行本10巻）
行方不明となった兄を捜して、飛葉はある町へやって来た。
飛葉の母
水商売で、女手一つで息子2人を育てた。兄の日出丸だけを溺愛する。行方不明の日出丸を探すよう飛葉に懇願する。
飛葉 日出丸
飛葉大陸の実兄。地質学者だが調査に出かけた先で行方不明となる。
松田 乱風
東北の地方都市にある寺院の僧侶。私設警察（ガードマン）を使い、市長も支配下に置き、市民を従属させている。
爆破105（単行本11、12巻）
日本の旅客機が爆破され墜落した。その便に乗り損なったために難を逃れた飛葉は生存者を抹殺しようとする勢力と遭遇する。さらに旅客機を爆破した一味も加わり三つ巴の戦いとなる。
サブ
山陰の新興都市のバーテン、ハゲ松一家のチンピラ。敵対する流一家幹部「田原のゴンジ」殺害を手柄にハゲ松一家幹部に取り立てられる。実は飛葉の行為を騙っただけだった。サブの母に頼まれた飛葉の手引きで隣町へ逃れようとするが、全日航105便事件隠蔽工作の米軍部隊襲撃に巻き込まれる。
全日航105便スチュワーデス
墜落した全日航105便の客室乗務員。生存者たちはジャクスン少佐部隊の皆殺作戦に遭うが、唯一人飛葉により救出され、2人に同行する。
炭焼き小屋のおやじ
流一家の殺し屋から逃走する飛葉とサブに対して助力する炭焼き小屋の住人。柔道の名人。
殺し屋
流一家が雇った殺し屋。味方であるはずの流一家のチンピラを平然と見捨てて敵対するハゲ松一家の追っ手を皆殺しにする。サブを追って飛葉と対峙する。
ジャクスン少佐
米陸軍化学部隊少佐。毒ガス輸送の手配をミスし、秘密裏に民間機（全日航105便）で代替輸送を行うが、その機が墜落。事態の公表を恐れ、墜落機の生き残りの者達を抹殺しようとする。
ジャクスン大佐
米陸軍大佐。ジャクスン少佐の上官。部下の先走りと保身によってはじまった全日航105便事件生存者皆殺作戦を、当初は制止しようとするが、作戦が実行されてしまったことを知り、祖国の利益のため作戦の目的を貫徹しようとする。
生け花の師匠
山陰の新興都市に住む生け花の師匠。飛葉を追っていたハゲ松一家のチンピラをあっさり撃退するが、飛葉にはそれは毒に魘された悪夢だと告げる。
黄金の新幹線（単行本13巻）
新幹線建設の利権を巡り新幹線を爆破して大臣を暗殺しようとする事件が勃発。ワイルドはその護衛についた。
一色城太郎
運輸省大臣。暗殺計画のターゲット。弁舌と図々しさは人一倍の権力者。
左右田
警視庁警部。一色城太郎運輸大臣付護衛の一人。柔道五段の堂々たる体格。
穴吹
警視庁巡査部長。運輸省大臣一色城太郎の護衛の一人。ピストルのオリンピック候補。縄張り意識とエリート意識からワイルド7の捜査に非協力的な態度を取る。
鉄道保安官
運輸省保安課大臣付。
朝場
電子工学の専門家で、草波の江戸大学の先輩。
小針
黒星建設部長。
緑の墓（単行本14 - 16巻）
凶悪犯を緑の墓と呼ばれる刑務所に護送するようワイルドに命令が下る。しかし、緑の墓とは軍需産業の青野原工業が反戦学生や左翼ゲリラを収容する私設刑務所だった。そして収監されている幹部を救出するためワイルドに変装した紅軍団に騙された所長は本物のワイルドを偽者として捕らえてしまう。
一寸釘の丸蔵
ワイルド7が緑の墓へ護送を命じられた罪人。ヤクザ時代のオヤブンの恩人。
明神の辰
ワイルド7が緑の墓へ護送を命じられた罪人。嘘とハッタリで明神一家を乗っ取ったヤクザ。飛葉のかつての好敵手。
興行師
ワイルド7が緑の墓へ護送を命じられた罪人。
情報屋
ワイルド7が緑の墓へ護送を命じられた罪人。産業スパイを生業とする。
紅軍団
ゲリラ組織。革命の同志を救出するため、ワイルド7になりすまし「緑の墓」に入る。
謎の外国人
日本国内の革命勢力に手を貸しているという外国人。紅軍団が緑の墓に入る手筈を整え、3千人のデモ隊が緑の墓に突入する手助けをする。
古河
国立古都大学生で、関西紅軍団のリーダー。PFLPに身を投じるため、日本を脱出したと思われていたが、緑の墓に収監されていた。
デモ隊リーダー
青野原工業本社にデモを行った3千人のデモ隊のリーダー。ガードマンの反撃により重症を負うが、自身の治療より仲間を救う事を優先する。
デモ隊副リーダー
リーダーを崇拝しており、手術中の患者をどかせてでもリーダーの治療を優先しようとした。しかし一方でリーダーから信頼され部下たちを託された人物に対し、リーダーが居なくなると「ここでは自分がリーダーだ」と言って逆らおうとした。
山南
「緑の墓」の看守総長。紅軍団の謀略で間違って収監したワイルド7を、私設刑務所の実体の公表を恐れ抹殺しようとする。
総長補佐
「緑の墓」総長補佐。山南と反目している。
首にロープ（単行本17、18巻）
シシ座一味という不良バイク族が次々に殺人を犯す。その背後には、なぜか娘の命を狙う謎の富豪・若井軍八の影が。娘を護衛するワイルド7にも魔の手が迫る。
シシ座一味
占星術を狂信する不良バイク族。ボウガンを装備したバイクに乗り、軍八の娘を惨殺したが、裁判の結果、証拠不十分で無罪判決が下ったため、ワイルド7に処刑命令が出される。
若井 軍八
占星術により急速に台頭した大富豪。7人の娘たちが次々と殺害される黒幕と言われる。
軍八のガードマン
非合法に武装した軍八のガードマン。軍八を撃とうとしたデカを射殺し、飛葉と草波も殺害しようとする。
高田 水江
軍八の三女。夫と共にシシ座一味に惨殺される。
若井 月江
軍八の次女。水江が殺害されたのに続き、外交官の夫と共に命を狙われる。
若井 木奈
軍八の末娘。ワイルド7に護衛を依頼する。
女学生
水江の夫の妹。孤児となったタマキを引き取る。
タマキ
水江夫婦の遺児。

谷間のユリは鐘に散る（単行本19、20巻）
金塊強奪犯一味と警察に追われたテロリスト集団が北海道のとある民家に人質をとり立てこもる。人質救出のためにワイルドは作戦を取る。
金喰い虫
自衛隊の戦車を使用し、5億円の金塊と現金を保管した金庫を強奪する犯罪集団。逃走途中、北海道人津谷の民家に住人を人質に取り立てこもる。
血の5月
過激派学生。成り行きから金喰い虫の立てこもりに参加する。
サニエル牧師
北海道人津谷の牧師。元金庫の錠前破り。金喰い虫一味にその腕前を狙われ拘束される。
エメロンちゃん
村の外れに住む深窓の美女。一目見た八百が「まるでエメロンシャンプーで洗ったような美しい髪」と表現したため、以後、メンバーたちから「エメロンちゃん」と呼ばれる。金喰い虫&血の5月が屋敷に立て篭もったため使用人のばあやと共に人質にされる。
北海
北海道警察の有力者。過去、飛葉と何か経緯があったらしいが、詳細は明らかにされていない。
飛葉の助言を受けながらそれを馬鹿にして聞き入れず、そのせいで状況を悪化させる。
死神を処刑（付）（単行本20巻）
戦火の中の中東。飛葉は武器商人を処刑するために戦場に乗り込む。
アシュバル隊長
飛葉が立ち寄った中東の村の守備隊長。紹介状を持った飛葉をとりあえず信用して村への滞在を許す。
アリ
村の少年。働き者の父親を尊敬し、寝転んでばかりの飛葉に文句を言う。
アリの父
村の守備隊の戦闘員。戦闘がない時は村にある限られた材料で壊れた給水タンクの修理をしている。
九鬼 源介
中東の紛争地域に介在する武器商人。利益になればイスラエル、アラブどちらにも武器を提供する。
地獄の神話（単行本21 - 25巻）
神話財団は表向きには航空会社を中核とする企業グループだが、実体は暴力団。航空会社を隠れ蓑にした密輸でグループを急成長させた。ワイルドはその末弟を処刑するが、兄は弟の敵を討つべくシカゴの殺し屋を雇い入れる。
神話 太郎
神話兄弟長男で神話財団総帥。三男の元明のことは息子のように溺愛するが、次男の元次郎はキツネ呼ばわりする。死刑判決の下った元明を庇って隠匿し、それを見つけ出して処刑したワイルド7に怒り、五本指を雇う。
神話 元次郎
神話兄弟次男。財団の裏の仕事を取り仕切る。
神話 元明
神話兄弟三男。長兄の太郎の威を借り、好き勝手をした挙句逮捕され、死刑判決が下るが、太郎によって脱獄し潜伏していたところをワイルド7によって処刑される。
シカゴの五本指
シカゴの黒人殺し屋、用心棒チーム。有名なギャング戦争には必ず参加している。本来は五人組だが、来日したのは4人。弟元明をワイルド7に処刑された神話太郎に雇われ、ワイルド7を標的とする。狙撃、爆薬、格闘技のエキスパートたち。
帽子の男
神話太郎との契約前にデモと称して飛葉とユキを痛め付ける。
アフロヘアの男
入院した飛葉の病院に小型カートで侵入し機銃を打ち回る。
盲撃ちのジョー
目隠しをして音だけで目標の位置を正確に把握する狙撃手。飛葉と激闘を繰り広げる。
巨漢の男
ヘボピーと互角の体格の格闘家。飛葉を匿った風神一家を皆殺しにし、ヘボピーと対決する。

〈運命の七星 序章〉棺桶七つ（単行本26巻）
不審な行動をとる草波を尾行した両国は、そこで七つの棺桶を発見する。
運命の七星（単行本26 - 29巻）
電鉄会社肉鉄は、暴力ガードマンを雇い沿線の地域を支配していた。肉鉄のブレーンである軍師暗殺の使命を帯びた飛葉は組織に潜入する。
肉鉄グループ
東京近郊で最大の電鉄会社、肉玉鉄道会社を中心とする企業グループ。傘下にデパート、遊園地、サーキット、動物園を持ち、沿線住民の稼ぎを全て吸い上げている。その収益だけでへたな国一つをつくれる額と言われ、沿線の防犯用に私設警察を配備し、その恐怖で勢力を拡大している。
軍師
肉鉄グループを、その戦略で躍進させている参謀。その正体は知られていない。
近藤
車椅子にのる肉鉄8人衆のひとり。肉鉄ガードマンシステム（私設警察）の局長。
トシ
右手に敵に対するベレッタ、左手に裏切り者用のペッパーボックスピストルを装備する肉鉄8人衆のひとり。肉鉄ガードマンシステム（私設警察）の次長。
戦場の悪魔
本名ソルダム。日本には死体として入国（仮死状態）。
黒バラ女学院生徒
有名企業の子女が通うお嬢様学校の生徒達。肉鉄により湖で潜水艦に浚われるという信じられない方法で誘拐され、一旦開放されるが結局脅迫の種にされる。
104便ハイジャック犯
黒バラ女学院の生徒たちを海外に脱出させようとした航空機をハイジャックした犯人たち。肉鉄とは無関係。歴代の仮面ライダーのお面で顔を隠している。
荒井歯科医
肉鉄に潜入した飛葉が連絡に使っていた歯科医。
熱砂の帝王（単行本30 - 32巻）
メキシコのとある街に母を捜しに来た飛葉。そこで、飛葉はバイク族と住民の死闘に巻き込まれる。
秋戸 十次郎
ナイフ一挺で心臓を一突きという手口により日本の首相を連続3人暗殺した昭和暗殺隊元隊長。渡米後、「将軍（ゼネラル）」に雇われ「皇帝（カイザー）」と名乗る。飛葉が自分を処刑しようとしていることを知りながら町を守るために戦うよう要請する。
将軍
アメリカ西部のある町を牛耳る実力者。町と自分を守るために多くの用心棒を雇っている。

バイク族
アメリカの不良バイク族の連合体。将軍（ゼネラル）の町を900台で攻め、住民たちを惨殺する。
超高層の対決（付）（単行本32巻）
熱砂の帝王の続編。帝王こと秋戸十次郎が町を壊滅させる策略の駒だったことを知った飛葉は秋戸と対決する。
朝食に死を（単行本33巻）
自衛隊の内部に核兵器を密造する組織がある。自衛隊幹部から組織の壊滅を依頼され北海道に向かったワイルドだった。
栗谷
自衛隊北海道クッタロ戦術部隊一佐。一部自衛官が違法に製造し札幌に隠した核ミサイル「コロッケマン」の発見と、関係者の逮捕をワイルド7に依頼した。
灰になるまで（単行本34、35巻）
とある疑獄事件の目撃証人となった不良バイク族のリーダー女王。飛葉は彼女の護衛を命じられる。
女王
不良バイク族のリーダー。飛葉と手錠で繋がれ、「灰になるまで」一緒に居ろと言われる。
月光河面師
女王が証人となる裁判の被告人。
闇クモ
月光河面師に雇われた殺し屋。女王を付け狙う。
ガラスの城（単行本36 - 39巻）
芸能ゴッド・ファーザーと呼ばれる男の抹殺を命じられた飛葉。アイドルの付き人として芸能プロに潜入する。
アグネス・ジン
飛葉がボディーガードを務める歌手。清純派を標榜しているが、実際は打算的で腹黒で我侭。
アグネスのマネージャー
弱小芸能事務所のマネージャー。アグネス・ジンをスターにして事務所を大きくすることを夢見る。とても実直な性格で、自身が骨折していながら擦り傷程度のアグネスを先に治療させようとする。
芸能ゴッドファーザー
世界の芸能界を牛耳る大物。年に一度、日本近海に大型クルーザーで近づき、船上で支配下の芸能人を招いてパーティーを行う。
麻生芸能
アグネス・ジンを自分たちの事務所に入れ、短期間で稼いだ挙句使い捨てにしようとする。しかしそれではゴッドファーザーのパーティーに招待されないため、阻止しようとする飛葉と対立する。
白骨プロ
麻生芸能の下請けで、特に強引な引き抜きを得意とする。
神
飛葉のかつての知り合いで、現在は芸能関係の揉め事を力尽くで解決する裏稼業を営む。飛葉から麻生芸能を黙らせるよう依頼を受ける。
女ワイルド7
ユキに加えて前章から引き続き登場の女王、さらにメダカ、ちくわのお伝、シャム猫のトミ、ジェロニモ、名称不明の合計7人で構成され、全員が警部補の階級を有している。
女王、メダカ、ちくわのお伝、シャム猫のトミは死亡、ジェロニモは生死不明となり、その後の登場は無い。
魔像の十字路（単行本40 - 48巻）
不気味な老婆の予言と共に最終章の幕が開く。折しも、日本乗っ取りを目論む防衛大臣・秘熊玄一郎の陰謀が進行していた。秘熊の陰謀を阻止すべく、ワイルドは秘熊一派と死闘を繰り広げるが、メンバーは戦いの中で次々に斃れて行く。不穏な動きを見せる草波。秘熊一味の潜水艦基地を潰すべくワイルドは最後の戦いに挑む。
10年以上におよぶ連載の終章。
謎の占い師
ボンで、飛葉、両国、オヤブンの死を予言する。その後も何度か現れ、「空から槍が降り、真夏に雪が降らないかぎり予言は成就される」と告げる。
秘熊防衛大臣
連載当時「防衛大臣」は架空の大臣。
日本を裏から牛耳ろうとしている悪徳政治家。中盤では全く出番がなかったが、最終シリーズの大ボスとして再登場。後に「優しい鷹」でも僅かなコマに再登場。同作では復活したワイルド7が彼を抹殺するために出撃するシーンで締めくくられた。
扇秘書
秘熊の秘書官の一人。仕事の効率を重んじ、自分の上長である上級秘書ですらあっさり切り捨てる。裏の仕事にも携わっており、密かに草波と通じているような言動をする。
遠井弁護士
秘熊の顧問弁護士（ただし、「バイク騎士事件」から相当時間が空いているため、MCプロその他の黒幕が秘熊とは限らない）。

## 漫画版（続編）

### 『新ワイルド7』ー野獣伝説
数年間行方不明となっていた飛葉を中心に、草波が新たに結成した新生・ワイルド7の新たな戦いの日々を描く。

#### 新・ワイルド7のメンバー
飛葉 大陸（ひば だいろく）
正編の解説を参照のこと。
クロス
新生・ワイルド7において、飛葉と並ぶほどの実力を持った男。本名（姓）は「黒須」。かつては香港警察など東南アジア各国で活動していた潜入刑事で、英語はネイティブ級。多くの国で高官と知り合いだったり、何かと顔の効く男。また、各国で女性と浮名を流していた色男でもある。
初登場時は秋戸十次郎や『ジャパッシュ』の日向光に通じる優男タイプの風貌だったが、物語の進行につれ、冷酷な殺人マシーンの側面が現れ、次第に苦み走ったデザインに変わっていった。
エンゼル
本名は一条寺聖子。京都府警から転属した女性刑事。アフリカ系フランス人を父に持つハーフ。京都出身で京都弁を駆使する。クロス同様、戦闘の実力は高いが銃の腕は二流。アフロヘアのセクシーな美女で、『Oh!刑事パイ』の盃珠に通じる風貌。
水戸
37歳独身の中年男で通称「水戸っぽ」。正編の「オヤブン」ともどこか似た、ぶっきらぼうな性格。当初は飛葉を出し抜いてリーダーの座を狙うと公言していたが、共に死線を潜り抜けていくうちに命懸けの任務ほど率先してついて行く「ダチ」となった。前歴は曖昧だが、飛葉とは面識があった。
畑 モスケ
神奈川県警から転属になった25歳の男、苦労人であるとのこと。元時計製造会社の社員で、腕時計にワイヤーを仕込んである。目立った活躍もないまま、第6話で仏の次郎に隙を突かれ、タイラオス国境の水面に落とされ殉職。
増田 一心（ますだ いっしん）
タイ行きのワイルド一行に、途中から成り行きで参加した密輸屋の飛行機乗り（パイロット）。ジャッキー典とは密輸屋のコンビ。小柄な男。タイラオス国境で、畑モスケを助けようとして自らも船と岩場の間で圧死させられた。
ジャッキー典
増田一心と共に、タイ行きのワイルドに成り行きで参加してメンバーとなる。密輸屋の実行部隊。大柄な男で、正編の「ヘボピー」の請け負っていた「巨体」ポジション。タイラオス国境で、麻薬村を守る女兵士の集団に襲われ、「女と戦わない」主義を貫き、反撃しないまま殉職。
画龍 天晴（がりょう てんせい）
元傭兵。モスケ、一心、ジャッキーの殉職後に加入。スキンヘッドで大柄な中年男。45歳。エンゼルの駆るサイドカーのサイドカー席にいることが多い。飛葉よりも実戦経験豊富なワイルドの参謀格で、「闇に笑う悪神」では作戦計画者として飛葉らに命令を出している。
鬼木 一八（きき いっぱち）
元金庫破り。モスケ、一心、ジャッキーの殉職後に加入。小柄でいがぐり頭の小坊主に見えるが年齢不詳。友情に篤く、仲間を助けようと窮地に陥ることも。「闇に笑う悪神」にてトイレ中に襲撃を受け死亡。

#### 新・ワイルド7各話のタイトル
優しい鷲
『ワイルド7』「魔像の十字路」編の続編にして、番外的単編エピソード。記憶喪失になった飛葉をイコが探す。正編の結末で秘熊の独裁政権に支配されてしまった日本。草波が飛葉以外は偽物の「偽ワイルド7」を結成して秘熊にぶつけ、日本を取り戻す過程を描く。
鋼鉄にバラ
武器商人が伊豆の温泉で温泉客を標的にデモンストレーションを計画し、彼らに雇われたクロスはそこに飛葉を呼んで罠にかけようとする。同じ温泉に飛葉の勤める警察署の署長が骨休めに訪れ……
暗雲のツーペア
旅芝居の座長からテレビの売れっ子となり国会議員にもなった中村家十郎と女子高生の恋をすっぱ抜いた雑誌の社長FBは、件の女子高生に惚れ、家十郎を潰すために雑誌を創刊したのだった。なぜか家十郎に共感した飛葉は目の前で女子高生Aをニセ警官に奪われたことに腹を立て、救出に向かう。
鮮血のスリーカード
超売れっ子デザイナー・J．江草のボディガードを引き受けた飛葉は、バス移動の途中、江草や他の乗客と共に襲撃を受け、吹雪の山中で転落してひっくり返ったバスに閉じ込められていた。
蒼きストレート
国際テログループがグァムのリゾートホテルを襲撃し、人質と交換に15億円を要求する。人質が勤める会社の社長は支払いを拒否するが、15億円をワイルド7に預け、人質の奪還を依頼する。
フラッシュは緑の札束
「蒼きストレート」の続編。一心・ジャッキー・社長の乗った航空機が人質奪還に成功し、敵のアジトに残った飛葉らの決死の脱出行が始まる。
黄金のフルハウス
飛葉と草波は京都へ。折しも、京都の撮影所で男たちが人質をマシンガンで脅して立てこもる。要求は「仏の次郎」の釈放、二千万、ジャンボ機のチャーター。本部長が草波に援助を依頼し、飛葉はすべての要求を呑むよう指示してワゴン車で撮影所の裏から乗り込むのだが……
切り札はクロス
前半は「黄金のフルハウス」の続編。一行は石像に化けたアマゾネスに襲われ、ジャッキーを失う。飛葉・クロス・水戸っぽが足止めしている間に、残りは武器と弾薬の補給のため船に向かうが、仏の次郎らの裏切りに遭い、モスケと船を失う。後半は港横浜署の署長が左遷され、草波の下で特別班の班長としてワイルドの新メンバー5人を選考する。
白熱のコール
「切り札はクロス」後半の続編。広井一等航海士の裏切りにより、佐々木兄妹が危機に。テロリストたちはショッピングモールを爆破し、佐々木妹を犯人に仕立て上げる計画を立てている。療養所を抜け出した飛葉は救出に向かい、佐々木兄からテロリストの計画を聞く。飛葉を追ってきた画龍に後を託して飛葉はショッピングモールへ向かう。
紅の近衛騎兵（ロイヤル・キャバリー）
草波はじゃんけんで勝った飛葉・新ワイルド班長＝元警察署長・クロス・画龍にパリ旅行をプレゼントする。乗り換えのために降りたモスクワの空港でトイレに向かった飛葉と元署長は、飛葉をプリンスと呼ぶ男たちに拉致され、ドイツとスイスに挟まれた小国へ向かう。
血煙りの攻撃空母
飛葉は新しい配属先で自分を少年刑務所に入れた海刑事に出会う。暴れグマと呼ばれた面影はなく、同僚の罵倒に耐えながらトイレ掃除をしている。恋人と心中したと言われている彼の息子は無実でしかも殺されたという。その海が焼けただれた姿で病院の窓から投げ込まれる。娘のアパートに証拠を隠したと言うので行ってみると燃えている。ガス爆発で火元は娘の部屋だという。Aリアングループの仕業だった。
極北のAリアン
自動車爆弾によるテロの疑いをかけられた三島リエが失踪する。彼女に対する非道な取り調べを見かけた飛葉は、彼女の行方を追い、米軍基地から今夜飛び立つという情報を得る。一八と刑事とやくざを連れて基地に忍び込むが、ガスで眠らされ、目覚めると氷の世界にいる。リエの主張と同じ状況だ。
札束の機甲軍団（パンツァー）
戦車が温泉地を襲うが、飛葉が駆けつけ、エンゼルと一緒にいた少女をバイクで救出する。しかし、エンゼルが戻ってこない。それどころか、件の温泉地にはモンゴロイド教団の神殿が建っている。そんな中、ふたりの幼児が餓死する事件が起き、父親はおこもりとやらで神殿にいるという。
黄金のヘリボーン
地獄の棺桶と呼ばれる暴走族が交番を次々に襲う。Aリアンが息のかかった者を署長に据えようとしてやったことだった。交番勤務を命じられた職員が辞職するため、飛葉も交番勤務となり、暴走族が殺到する。
背後の兇弾
船に積んだ戦車が新幹線を砲撃する。続いてSSI（最新型スーパーコンピュータ）を積んだ新幹線が関門トンネルに入ったのを最後に消息を絶つ。クルーザーでバカンスを楽しむバカ娘のボディガードを務める飛葉とクロスは嵐を避けて近くの漁村に避難するが……。
赤レンガの奇跡
世界各地で要人暗殺を続ける殺し屋の次の標的が世界をまたにかける凄腕賭けゴルファーとの情報を得た草波は、飛葉にボディガードを命じるのだが……。
海の国境線
中央アフリカの警察に象牙密輸ルート解明を依頼された飛葉は、スリで捕まったという男を一味と見てふたりで護送車から脱走するのだが……。
ゴリラの舞踏会
ブティックの経営者は、細身の体に似合わぬ怪力の持ち主で、ゴリラの仕業と思われるほどの残虐殺人を行なう。一方、お茶くみ飛葉は、国会議員の万引き常習娘を逃亡期待で家に送り届けるよう命じられるが、選挙を気にする親は知らぬ存ぜぬ。しかたなく自分のアパートに泊めるが、件のゴリラに襲われ、万引き娘は拉致される。
熱い棺
マドンナ議員は脱税がばれそうになり、金隠しに使った者たちの暗殺をAリアンに依頼する。掃除係の飛葉は、濡れ衣を着せられたという女から真犯人はテレビに映っている男と聞く。カラオケボックスカーに立てこもる男を捕まえてみると、Aリアンに頼まれたが自分も消されそうになって高飛びの金欲しさに人質事件を起こしたという。

### 『続・新ワイルド7』 野獣の紋章
OVA版の制作と同時期に「ワイルド7 野獣の紋章（エンブレム）」というタイトルで、徳間書店より発表された描き下ろし作品。全3編。「魔都ベガスを撃て」編の巻末に4編目の告知があったが、実現しなかった。後に単行本化（全3巻）。

#### 続・新ワイルド7のメンバー
鬼棒
飛葉の知人。終身刑を宣告された関内刑務所の囚人で棒術の達人。飛葉の要請を受け一時的に仮釈放となりメンバーに加わる。得意の棒術で飛葉を窮地から救うも銃弾を浴び殉職。
看守長
関内刑務所の看守長。鬼棒の監視役としてメンバーに加わる。負傷した鬼棒の介抱中に銃弾を浴び殉職。
馬力本願
寺の息子で元プロレスラー。飛葉の昔の不良仲間。飛葉がスカウト相手と会う予定だったクラブで再会する。
青山
草波の後輩で、自分を騒動に巻き込む飛葉に渋々ながらも協力する。終盤では（人数合わせの補欠要員として）ワイルドのメンバーに加わり、国会議事堂に突入する。
ポパイ
ラスベガスの修理屋。飛葉や旧ワイルドのメンバーとは旧知の間柄。
サポリターノ
ホテル支配人の専属ガードマンで、飛葉からの呼び名は「ナポリタン」。乱闘相手の飛葉に腕を見込まれてスカウトされる。飛葉に対し「勝負をつける」と息巻いていたが、任務中に重傷を負い、心残りのまま殉職。

#### 続・新ワイルド7各話のタイトル
闇に笑う悪神
船を爆破された飛葉の恩人の船長は、行方不明の娘が五兵衛商事のパーティの写真に映っているのを見る。五兵衛商事は船舶事故に見せかけて産業廃棄物の不法投棄を続けているらしい。立て続けに殺し屋に狙われ続ける飛葉は、船長のために五兵衛商事に乗り込むことを決意する。
密林の凶女
総理が無断で米特使との会談をセットし、抗議しても慇懃無礼に無視される。御前と呼ばれる百五歳の亀谷は怒って特使を暗殺する。実行犯の女殺し屋は航空機内で暗殺を果たした後、空港内で忽然と消える。担当刑事が草波に相談し、逃げ出したニシキヘビの檻の梱包に潜り込んだことがわかる。届け先の汁古市へ草波の指令を受けた飛葉と担当刑事が向かうが……。
魔都ベガスを撃て
ラスベガスのホテルがテロリストに占拠された。出張に出向いていた飛葉は草波やメンバーの支援を受けられぬまま、現地で急遽ワイルドを結成し出動する。

### 『飛葉』-もうひとつのワイルド7
コミック伝説マガジンで連載された、OVA『WILD 7 another 謀略運河』のコミックス版。中米ニカラグアを舞台に、豪華客船を乗っ取ったテロリスト相手に31歳の飛葉が活躍する。

### 『ロゼ・サンク』
短編のスピンアウト作品。30代になった飛葉が登場。

### 『ワイルド7R（リターンズ）』
- 2011年公開の劇場版に合わせて描き下ろされた新作。若き日の飛葉を彷彿とさせる新キャラ、大悟が登場。
  - 実業之日本社刊（2011/12/21）
- 4年後、京都、横浜を舞台にした続編が刊行された。事実上の望月による最後のワイルド7エピソード。
  - 実業之日本社（2015/11/28）

### 『W7（ダブル・セブン）』‐新世紀ワイルド7
電子配信雑誌『KATANA』（イーブックイニシアティブジャパン）にて足掛け5年（2009年4月 - 2014年7月・全11回）にわたり掲載された、唯一全ページカラーで描かれた望月三起也の作品。のち実業之日本社より大型本として紙媒体で刊行。アメリカの田舎町で保安官をしていた飛葉が、難事件解決のため、日本に連れ戻される。
実業之日本社（2014/11/28）

### 『ワイルド7 悪魔教編』
ラスター社の娯楽機『パチスロワイルド7』用販促パンフレットとして2007年に発行された数ページの超短編。パチンコ店への販促用小冊子（非売品）のため、一般読者の目に触れる機会は極めて少ない。オリジナルシリーズの「飛葉」「両国」「世界」「ユキ」が登場、4ページ分の見開きカラーには「ヘボピー」「オヤブン」「八百」も描かれている。

## テレビドラマ版

### 内容
『ワイルド7』はテレビドラマ化に辺り、以下の様に脚色されている。
- ストーリーと設定の大部分は基本的にテレビドラマ版のオリジナルだが、第1話 冒頭の銀行強盗退治の様に原作に準拠した場面が散見される。
- ワイルド7は国際秘密警察の協力機関[12]で日本の憲法や刑法に縛られる事無く、捜査・逮捕・裁判などの煩雑な手続きを省略して悪党を処刑する。
- ワイルド7の初代リーダー　飛葉一郎[13]は第1話で殉職。弟の大陸が亡兄の装備を身に着けて単独で復讐を果たし、草波に入隊を認められた。第2話より、2代目リーダーに昇格している。
- チャーシュー以外の6人のバイクはスズキGT750 初期型[14]。チャーシューはスズキ ハスラーTS250[15]に乗っていたが、第14話以降は両国のサイドカーを引き継ぎ、ハスラーTS250は新加入のモヒカンのバイクに転用される。
- 世界とチャーシューは殉職しない。従って、補充メンバーのテル、デカ、ユキ[16]は登場しない。
- 原作では最終回まで生存していた両国は諸般の事情により、演者の小池雄介が降板を余儀なくされたために第13話で殉職 [17]。第14話より、ドラマ オリジナルキャラのモヒカンが登場[13]。
- ワイルド7の目的は悪の組織「ブラック・スパイダー」の殲滅[18]。最終回で、ブラック・スパイダーの首領　ゴールド・サタンを自らの手で葬り去った草波は「ブラック・スパイダーを壊滅した今、お前たちの使命は終わった」と言って、飛葉たちに別れを告げる。この唐突な解散宣言を以って、物語は幕を閉じた。

### 制作事情
本作は当初、前番組の『正義を愛する者 月光仮面』と同様にアニメーションでの映像化が検討されていたが、企画者の岡本直文（国際放映プロデューサー）が萬年社の衛藤公彦を強引に説得することで実写映像化を実現した。当初は児童層を意識したドラマ展開となっていたが中盤からハード色を強め、視聴率は20%台を記録する人気を博した。これを受けて、一時はブラジルへのロケーション撮影を予定していたが、放送は2クールで終了した。
本作の監督を務めていた六鹿英雄の証言では「フィルムの使用量超過で始末書を書かされるのは日常茶飯事」という撮影現場で当初の予算枠を遥かに超える赤字の連続に制作会社の国際放映が耐えられなくなり、終了を余儀なくされた。プロデューサーの岡本は責任を取る形で、本作品の終了後に国際放映を退社している。
オートバイはスズキの車輌が使用された。プロップガンはMGCボンドショップが協力している。また、第21話ではベレGが使用されている。

### キャスティングについて
テレビドラマ版『ワイルド7』プロデューサーは岡本直文（国際放映）、中川与志雄（萬年社）、高橋修之（日本テレビ）の3人。監督の六鹿英雄は「岡本と高橋がキャスティングに積極的に関与していた」と証言している。
小野進也（飛葉大陸役）、マイケル中山（世界役）、手塚茂夫（八百役）の3名は岡本のお気に入りで出演が早期に決定した。高橋は神太郎をオヤブン役に推挙していたが神が別の映画作品に出演することになり、急遽降板。川津祐介（草波 勝役）と同じ事務所に所属していた永井政春がオヤブン役に抜擢された。永井は「自分が撮影所（国際放映）に入った時、与えられた台本・ヘルメット・隊服・ブーツに神太郎さんのお名前が書かれていて、やりにくかったです」と語っている。

### テレビドラマ版レギュラー
以下の本名その他の個人情報のデータは第1話の草波のメンバー紹介の台詞と最終話のブラック・スパイダーが作成した、ワイルド7 メンバーの調書ファイルの記載内容からの引用。
草波 勝（くさなみ まさる）
国際秘密警察協力機関 日本支部の隊長。東京大学法学部卒。警視庁 退官後は弁護士に転じ、草波法律事務所を設立。
表向きは弁護士事務所の代表を務め、その事務所がワイルド7の本部である。
法の力で制裁することができない悪い奴等を叩き潰すためにワイルド7を組織した。
悪人を制裁する際は冷徹なまでに強硬である。最終話では人質にされた映子を躊躇なく見殺しにして、ブラック・スパイダー本部への攻撃を敢行した。
ワイルド7の移動司令室　セブンレーラーは主に草波が運転する。黒色のジャンプスーツを着用してバイクに跨り、陣頭指揮を取った（第6、7話）。第8話より幌付きのバギーを運転している。
- バイク(1)：スズキGT750（1型） タンクカラーはキャンディゴールド、サイドカー仕様（第6、7話）
- バイク(2)：スズキGT750（1型） 防弾カウルを装備、最高速度 200km/h。車体全体がシャンパンゴールドで塗装された特装車（第9話）

飛葉 大陸（ひば だいろく）
元・横浜チンピラのリーダー。18歳。兄の飛葉一郎（ワイルド7 初代リーダー）に少年院送りにされた。
凶弾に倒れた兄の復讐を果たし、ワイルド7に相応しい能力と資質を具有していることを草波から認められて入隊。新規加入の若造ゆえに第1話のラストシーンでは他のメンバーから散々に弄られていたが、第2話では冒頭から、2代目リーダーの座に既に就いている。
放映当時、シスコから発売していたスナック菓子「ワイルド7 スナック」のカード裏面には氏名が「飛葉 次郎」と記載されていた。
- バイク：スズキGT750（1型） タンクカラーはキャンディゴールド、左右一対のレッグシールド付き。シートのテール部に鎖分銅射出装置を装備

八百（はっぴゃく）
本名「中山 茂夫」。早稲田大学社会学部卒。元・ゴルファーで催眠術の名手。
嘘ばかり付く性格から「嘘八百」に因んで「八百」と呼ばれている。チューインガムをいつも噛んでいる。
- バイク：スズキGT750（1型） タンクカラーはキャンディブルー、ビキニカウルを装着

世界（せかい）
本名「マイケル 手塚」。元・USSR ボリショイサーカス団の花形スターで空中ブランコの名手。
身軽で、ナイフ投げを得意とする。
メカニック担当。第9話では草波の無茶な要請に応えて、バイクを特別仕様にチューンアップした。
- バイク：スズキGT750（1型） タンクカラーはキャンディブルー、アップハンドル仕様。シート後部にCCバー（背もたれ）を装備

ヘボピー
本名「花巻 顕」。メンバーからは「ヘボ」と呼ばれることがある。
在日米軍が駐留する基地の町 立川の元・不良で戦闘機を爆破したり、銃器を盗み出したりしていた。
原作の巨体で怪力のイメージは無く、敵の攻撃を受けて負傷する描写が多い。所謂「噛ませ犬」的な役回りを担わされていた。
- バイク：スズキGT750（1型） タンクカラーはキャンディゴールド、リヤカー改造のスペアタイヤ キャリアを搭載（第5、6話）

オヤブン
本名「永井 進也」。前科13犯の元・極道。かつては一匹狼の殺し屋だった。
単細胞で、お人よしの性格。昔気質で義理人情を重んじる。歌舞伎俳優の様に大袈裟な見得を切る癖がある。
身体能力は高く、数々のバイクスタントを披露した。第10話より、得物の釵（サイ）を左腰に着用している。
- バイク：スズキGT750（1型） タンクカラーはキャンディレッド、唯一のノーマル車両

チャーシュー
本名「笹本 五郎」。途轍もない石頭の持ち主で頭突きを食らわせ、ゴロツキ3人を再起不能にした。
小柄で丸眼鏡を掛けて、ドジョウ髭を生やしている。その風貌は原作版の両国に似ている。
第14話より、両国のサイドカーと役柄を引き継いで爆発物の使い手となっており、最終回のファイルには「石頭」「爆発物」の記述がある。
- バイク：スズキハスラーTS250（3型） タンクカラーはゴールド、ロングステムラウンドミラーを左右一対に装着

両国（りょうごく）
重度の火薬マニア。火薬類取締法違反で30回程の逮捕歴がある。
第13話で、ブラック・スパイダーのジム・キャットにマシンガンで蜂の巣にされて殉職。
最終話のファイルでは既に亡くなっている彼の個人情報は表示されなかっため、本名などは不明。
- バイク：スズキGT750（1型） タンクカラーはキャンディブルー、サイドカーに6連奏ロケットランチャーを装備

モヒカン
本名「ジョージ・津山」。ジェロニモの血を引くモヒカン刈りの青年。アメリカで食い詰めていた所を草波に招聘され、殉職した両国に代わる補充メンバーとして、第14話より加入。無口で台詞は殆ど無い。
演じていたジョージ・津川の本職はクラブ歌手で、本作以外のドラマ出演歴はないが、共演者からは「メンバーで一番ワイルドだった」と評されていた。
- バイク：スズキ ハスラーTS250

映子（えいこ）
本名「中町 映子」。東京大学法学部卒業後、同大学院で法律学博士号を取得。
大学時代は体操選手、陸上選手として活躍した。大学院卒業後は旅客機の客室乗務員を経て、草波法律事務所に勤務。
草波の秘書と無線オペレーターを務める。ブラック・スパイダーの幹部が運転する自動車に爆弾を取り付けて、車ごと爆破する（第17話）など、ワイルド7の作戦サポートを行うことがあった。
最終話で、ブラック・スパイダーに人質として拉致され、拷問に掛けられた末に本部の侵入経路を飛葉たちに無線で知らせたため、首領のゴールド・サタンに拳銃で射殺され、非業の死を遂げた。

### 放送概要
- 放送期間：1972年10月9日 - 1973年3月26日 全25話
- 放送時間：毎週月曜 19時00分 - 19時30分
- 放送系列：日本テレビ系列

### 放送局
- 月曜 19:00 - 19:30（同時ネット）
  - 日本テレビ
  - 札幌テレビ[35]
  - 青森放送[36]
  - テレビ岩手[36]
  - 秋田放送[36]
  - 山形放送[36]
  - 山梨放送
  - 北日本放送[37]
  - 福井放送[38]
  - 読売テレビ
  - 日本海テレビ
  - 山口放送
  - 西日本放送
  - 四国放送
  - 南海放送
  - 高知放送
  - 福岡放送
  - テレビ長崎

- 月曜 17:30 - 18:00
  - 新潟放送[39]
- 月曜 19:30 - 20:00
  - 福島中央テレビ[40]
- 火曜 18:00 - 18:30
  - 北陸放送[41]（1973年2月6日ネット開始[42]）
- 水曜 17:30 - 18:00
  - 静岡放送[43]
- 水曜 18:00 - 18:30
  - 沖縄テレビ[44]
- 木曜 18:00 - 18:30
  - 信越放送[45]
- 金曜 18:00 - 18:30
  - 宮城テレビ[46]
  - テレビ宮崎[47]
- 金曜 19:00 - 19:30
  - 鹿児島テレビ[47]
- 土曜 19:00 - 19:30
  - テレビ大分
- 日曜 9:00 - 9:30
  - 広島テレビ[48]
- 日曜 11:30 - 12:00
  - 熊本放送[49]
- 日曜 18:00 - 18:30
  - 名古屋テレビ

### スタッフ
- 企画：衛藤公彦（萬年社）、藤井賢祐（日本テレビ）
- プロデューサー：岡本直文（国際放映）、中川与志雄（萬年社）、高橋修之（日本テレビ）
- 原作：望月三起也（少年キング連載）
- 撮影：森喜弘
- 照明：岡庭正隆
- 録音：黒丸治夫
- 美術：朝生治男、山崎雄史
- 編集：清水邦夫
- 助監督：堺武夫、後藤秀司
- 制作担当：神成文雄
- 殺陣：上西弘次
- 次回予告ナレーター：中江真司
- 舞台装置：美建興業株式会社
- 現像：東京現像所
- 効果：イシダサウンドプロダクション
- 音楽：土田啓四郎
- 協力：スズキ、日本レーシングマネージメント、富士急ハイランド、うかい鳥山、六本木JUNムラタ、群馬県伊香保温泉 ホテル金太夫
- Gun Assistant：MGCボンドショップ
- 制作：国際放映、萬年社

### 主題歌
日本コロムビアより発売。
- オープニング「ワイルドセブン」
作詞：阿久悠、作曲：森田公一、編曲：小山内たけとも、歌：ノンストップ[51]
- エンディング「つむじかぜ」
作詞：阿久悠、作曲：森田公一、編曲：小山内たけとも、歌：ノンストップ

エンディングの最後は安全運転喚起を促す「オートバイは正しく乗りましょう」のメッセージを流している。

### キャスト
- 草波 勝：川津祐介
- 飛葉大陸：小野進也[54]
- 八百：手塚茂夫
- 世界：マイケル中山
- チャーシュー：花巻五郎[55]
- オヤブン：永井政春
- ヘボピー：笹本顕
- 両国：小池雄介（第1話 - 第11話）
- モヒカン：ジョージ津川（第14話 - 第25話）
- 映子：真理アンヌ（第1話 - 第13話・第16話 - 第23話・第25話）

### 放送リスト
| 話 | 放送日         | サブタイトル                     | 脚本              | 監督       | 対決した敵など                                                                                               |
| -- | -------------- | -------------------------------- | ----------------- | ---------- | --- |
| 1  | 1972年 10月9日 | 復讐のヘアピン.サーカス          | 佐治乾            | 長谷部安春 | - オズボン：ロルフ・ジェサップ                                                                               |
| 2  | 10月16日       | 死を呼ぶヘル.キャット            | 佐治乾 蘇武路夫   | 長谷部安春 | - ヘル・キャット（緒方麗子）：中山麻理 - 竹上五郎：中庸介 - 大岩：冨田仲次郎                                 |
| 3  | 10月23日       | 恐怖のブラック・スパイダー       | 佐治乾 神波史男   | 野崎貞夫   | - まぼろし将軍：三島史郎 - 黄金の騎士：嘉斉武夫 - 赤の騎士：石崎洋光 - 黒の騎士：斉藤忠治                    |
| 4  | 10月30日       | 狙らわれたミサイル *「ら」はママ | 佐治乾 高畠久     | 野崎貞夫   | - ヤング・ブラック：尾崎孝二                                                                                 |
| 5  | 11月6日        | 怪力、ヘラクレス                 | 蘇武路夫          | 長谷部安春 | - ヘラクレス：小森実 - 九鬼博士：池田生二                                                                    |
| 6  | 11月13日       | 洗脳された映子                   | 永原秀一          | 江崎実生   | - トカゲ：大友純                                                                                             |
| 7  | 11月20日       | マルコムを処刑せよ               | 佐治乾            | 江崎実生   | - マルコムの声：朝井ゆかり                                                                                   |
| 8  | 11月27日       | 復活したマルコム                 | 佐治乾            | 野崎貞夫   | - マルコムの声：朝井ゆかり                                                                                   |
| 9  | 12月4日        | マシーンガン・ロック             | 上原正三          | 野崎貞夫   | - 秋本 浩：清川新吾                                                                                          |
| 10 | 12月11日       | 卐・コンテナ                     | 中西隆三          | 六鹿英雄   | - ブラック・ジャック：藤木卓                                                                                 |
| 11 | 12月18日       | 200KM/H心中                      | 上原正三          | 六鹿英雄   | - ボス：上西弘次                                                                                             |
| 12 | 12月25日       | 悪魔のライダー                   | 馬嶋満            | 野崎貞夫   | - 黒木洋一郎：ケン・サンダース                                                                               |
| 13 | 1973年 1月1日  | 両国死す!!                       | 神波史男          | 野崎貞夫   | - ジム・キャット：石山雄大                                                                                   |
| 14 | 1月8日         | カービン・シャドー               | 蘇武路夫 高畠久   | 長谷部安春 | - シャドー：郷鍈治 - スネーク：玉村駿太郎                                                                    |
| 15 | 1月15日        | スパイダーから来た女             | 蘇武路夫 高畠久   | 長谷部安春 | - 南条美奈：集三枝子 - ジャガー：上野山功一 - ブラック：大倉賢二 - レッド：布田康博                          |
| 16 | 1月22日        | アローファイヤー                 | 蘇武路夫          | 六鹿英雄   | - コンドル：田中浩                                                                                           |
| 17 | 1月29日        | やさぐれ非常線                   | 上原正三          | 六鹿英雄   | - 西城：宮川洋一 - 大郷：長沢大                                                                              |
| 18 | 2月5日         | 赤い星を狙え                     | 神波史男 松下樹夫 | 長谷部安春 | - タランチュラ：末宗稔子                                                                                     |
| 19 | 2月12日        | スポーツクラブ殺人部隊           | 馬嶋満            | 長谷部安春 | |
| 20 | 2月19日        | 殺してやる!!                     | 神波史男 松下樹夫 | 六鹿英雄   | |
| 21 | 2月26日        | 誘拐の掟                         | 蘇武路夫          | 六鹿英雄   | - フォックス：丹羽又三郎                                                                                     |
| 22 | 3月5日         | 奇襲！トライアル作戦             | 上原正三          | 野崎貞夫   | - ブラックスパイダー：菊池英一、久野聖四郎                                                                   |
| 23 | 3月12日        | 裏切りの星を撃て！               | 池端俊策          | 野崎貞夫   | - 贋者の飛葉：君塚正純 - スパイダー：久本昇、大杉雄二、田辺隆史                                              |
| 24 | 3月19日        | バラの弾痕                       | 永原秀一 武田宏一 | 長谷部安春 | - マキ：太田とも子 - ブラックスパイダー日本支部長：大谷淳 - ブラックスパイダー：亀山靖博、阿部邦雄、田辺隆史 |
| 25 | 3月26日        | スパイダーの最後                 | 佐治乾            | 長谷部安春 | - ゴールド・サタン：山本麟一 - スパイダー：玉村駿太郎、沢美鶴                                                |

### 映像ソフト
レーザーディスク
- ワイルド7 パーフェクトコレクション（7枚組 LD-BOX）（1991年12月5日、バップ VPLX-70165）

VHS
- ワイルド7 Vol.1（1995年3月1日、バップ VPVX-63503）
- ワイルド7 Vol.2（1995年3月1日、バップ VPVX-63504）
- ワイルド7 Vol.3（1995年3月1日、バップ VPVX-63505）
- ワイルド7 Vol.1 - 3（3本組）（1995年3月1日、バップ VPVX-62978）
- ワイルド7 Vol.4（1995年4月1日、バップ VPVX-63506）
- ワイルド7 Vol.5（1995年4月1日、バップ VPVX-63507）
- ワイルド7 Vol.6（1995年4月1日、バップ VPVX-63508）
- ワイルド7 Vol.4 - 6（3本組）（1995年4月1日、バップ VPVX-62979）

DVD
- ワイルド7（5枚組 DVD-BOX）（2001年9月28日、タキ・コーポレーション THD-90581）
- ワイルド7 Vol.1（2002年11月22日、タキ・コーポレーション THD-10911）
- ワイルド7 Vol.2（2002年11月22日、タキ・コーポレーション THD-10921）
- ワイルド7 Vol.3（2002年12月20日、タキ・コーポレーション THD-10931）
- ワイルド7 Vol.4（2002年12月20日、タキ・コーポレーション THD-10941）
- ワイルド7 Vol.5（2003年1月25日、タキ・コーポレーション THD-10951）
- ワイルド7 DVD-BOX（5枚組）（2007年9月26日、エムスリイエンタテインメント MMSD-0063）
- ワイルド7 DVD-BOX（5枚組）（2009年3月27日、エムスリイエンタテインメント XNMS-50063）

### 前後番組
| 日本テレビ系列 月曜19:00枠 【当番組よりドラマ】 | 日本テレビ系列 月曜19:00枠 【当番組よりドラマ】 | 日本テレビ系列 月曜19:00枠 【当番組よりドラマ】 |
| 前番組                                          | 番組名                                          | 次番組                                          |
| ----------------------------------------------- | ----------------------------------------------- | ----------------------------------------------- |
| 正義を愛する者 月光仮面                         | ワイルド7                                       | 流星人間ゾーン                                  |

## OVA版
全2話。徳間が当時展開していたOVAレーベル「ガイ・アクション・シリーズ」の第3弾として製作された。アニメーション制作はアニメイトフィルム、スタジオ旗艦。
原作の1巻から4巻のエピソードを再構成したもので、第1話が「野性の7人」、第2話が「バイク騎士事件」を収録している。製作時期の1990年代に合わせて一部描写にアレンジが施されているが、それ以外は原作にほぼ忠実。銀行を爆破し逃走した強盗団をワイルド7が追い詰め、「退治」と称して全員を射殺するシーンから始まる。主要人物の出自や経歴などの解説は、オープニングの演出として組み込まれている。MCプロの大岩、遠井弁護士、黒松といったシリーズ最初期の悪役は第1話で出揃う。第1話でワイルドの作戦行動を妨害するため、黒松がバイク騎士を差し向け街を襲撃させる事件が第2話への伏線となる。なお第1話中盤で数秒程度だが、作者の望月本人が「サッカーおじさん」という役名で登場する。一部に暴力的な描写（ショットガンで人間の頭部が吹き飛ぶなど）がある。
なお、発売されたOVA版以前に『新ワイルド7』のOVA化が発表されていたが、製作途中で企画が凍結してしまい、サントラCDのみが東芝EMIから発売されている。

### スタッフ（OVA）
- 製作 - 山下辰巳、村上光一
- 企画 - 大塚勤、尾形英夫、牛窪正弘、岡正
- 原作 - 望月三起也（『ワイルド7』徳間書店刊）
- 監督 - 江上潔
- 脚本 - 丁子屋銀造
- 絵コンテ - 虎田功（Vol.1）、河本昇悟、江上潔（Vol.2）
- 演出 - 河本昇悟
- キャラクターデザイン・作画監督 - 平井久司（中村プロ）
- メカニックデザイン - 中西修史
- 作画監督 - 菊池晃（Vol.2）
- 美術監督 - 松宮正純
- 色指定・検査 - 宮川はれみ
- 美術設定・ボード - 阿部泰三郎
- 特殊効果 - 前川孝、山本巧（Vol.1）、小唐子紋次郎（Vol.2）
- 撮影監督 - 沖野雅英（Vol.1）、白井久男（Vol.2）
- 音響監督 - 藤山房伸
- バイク音協力 - 中沖満、倉持修、川端年樹、野村忠彦、佐藤洋
- 音楽 - 梅津和時
- 音楽制作協力 - 多田葉子
- 制作協力 - 中村プロダクション、マッドハウス（Vol.1-2）、プロダクション・アイジー、スタジオジャイアンツ（Vol.1）、アートランド、ジェー・シー・スタッフ、マジックバス（Vol.2）
- 制作 - アニメイトフィルム、スタジオ旗艦

### 主題歌（OVA）
オープニング・エンディングテーマ「WILD」
作詞・歌 - 小比類巻かほる / 作曲 - 上野圭市 / 編曲 - 上野圭市、倉富義隆
挿入歌「HIGHWAY STAR」
作詞・作曲 - RITCHIE BLACKMORE / 編曲 - 紫 / 歌 - 紫

### キャスト（OVA）
- 飛葉大陸：関俊彦
- 八百：山寺宏一
- 両国：矢尾一樹
- ヘボピー：玄田哲章
- 世界：小林清志
- チャーシュー：安西正弘
- オヤブン：コント山口君
- 志乃ベヱ：折笠愛
- 黒松：家中宏
- 大岩：西村知道
- 成沢：納谷六朗
- 遠井：石森達幸
- 太田：森川智之
- 署長：沢木郁也
- 検事A：秋元羊介
- 検事B：堀之紀
- 女子銀行員：堀越真己
- 犯人：小形満
- 犯人：三木眞一郎

- 女：深居みさ
- 警官：河合義雄
- 部下：宇垣秀成
- 部下：菅原正志
- 沢口藤菜：石川悦子
- サッカーおじさん：望月三起也（特別出演）
- 消防士：島崎俊郎（友情出演）
- 指揮官：そのまんま東（友情出演）
- イコ：千葉麗子
- 草波勝：寺田農（友情出演）
- 銀閣：中庸助[62]
- 久米島：星野充昭
- マネージャー：小野健一
- 秘書：三木眞一郎
- レスラー：坂口賢一
- バイクナイト：小形満
- バイクナイト：宇垣秀成
- シェルビィ：種田文子

## テレビアニメ版
『ワイルド7 another -謀略運河-』のタイトルで、地上波では、びわ湖放送やテレビ岩手などでも放送。

### ストーリー
第二パナマ運河を航行中の豪華客船ダブルシーが、古代人民兵団を名乗る一味にシージャックされる。人質の中に日本のゼネコン超日本建設の重役・長島が含まれていたため、その会社の社員らが、独自に救出部隊を雇うことを決定。元傭兵で南米で生活していた飛葉は中学時代の同級生で、同社社員の桃井に懇願されて、救出部隊に参加することになる。その部隊名はチーム・ワイルドと決定されていたがメンバーが未定だった。そこで、飛葉は既に同社の重役・赤城がスカウトしていたルックス、4トンらと共に、船を追いながら、他のメンバーをスカウトしてワイルドを組織していく。
チーム・ワイルドのメンバーは以下の通り。
ハポ（飛葉）
元傭兵。リーダーとしてチーム・ワイルドの指揮をとる。ハポとは現地の言葉で日本人を意味する。
愛車はホンダ CBF750。コルト・ウッズマンを357マグナム口径に改造した銃を使用。
ダントツ
飛葉の傭兵仲間。強盗の罪で服役中だったが、作戦のために釈放される。
愛車はスズキ GSXカタナ。コルト・パイソンを使用。
ルックス
元東ヨーロッパ某国の警察特殊部隊のメンバー。
愛車はヤマハ V-MAX。モーゼル・ミリタリーを使用。
4トン
元日本警察の機動隊員。日本で人質籠城事件の際に独断で突入し、犯人全員を無力化する強硬手段を採ったため警察を追われたという。
愛車はハーレー・ダビッドソン・トライク。銃身の短いルガーを使用。
ハンペン
考古学者にして、バイク・銃の名手の女性。本名はファンデン・ホーヘンバンド。余りにも長い名前なので、飛葉が勝手に省略してハンペンと名付ける。
愛車はハーレー・ダビッドソン・V-ROD。対戦車ライフルを愛用。他に護身用として、357マグナム口径のデリンジャー拳銃であるCOP 357 MAGを使用。
ラップ
傭兵訓練所の雑用係ながら、射撃・バイクの達人。
愛車はBMW R1100GS。コルト・ガバメント45を使用。
終電
日本人。傭兵としての訓練を受けた女性。
愛車はDUCATI 900 Mike Hailwood Replica。デザート・イーグル44マグナムを使用。
彼らは一度、水中より船内に潜入して、救出を図るも失敗。その後、面子にこだわる地元警察の妨害を受けるが、草波の画策により、国連の雇ったPKF部隊という肩書きを得て、ダブルシー号に、運河の水門からバイクごとジャンプして突入。
7人のメンバーで、古代人民兵団に立ち向かい死闘を繰り広げる。
原作にあたるコミックは『飛葉』全2巻。コミック版の方がOVA放送終了後に出版されている。
コミック版ではルックスに当たる人物がイバラキ、ダントツに当たる人物がホルヘとなっている。また、他のメンバーの経歴もアニメ版とは異なる。ビクターエンタテインメントよりDVDが発売されている。

### スタッフ（テレビアニメ）
- 監督 - 渡辺純央
- シリーズ構成 - 西園悟
- キャラクターデザイン - 渡辺純央
- 音楽 - 元倉宏
- 制作 - イージー・フイルム

### 主題歌（テレビアニメ）
オープニングテーマ「ストリップ」
作詞 - 山野英明 / 作曲・編曲 - 佐々木安綱 / 歌 - Sisy
エンディングテーマ「TRY AGAIN」
作詞 - 山野英明 / 作曲 - 元倉宏 / 編曲 - Beat Synphonia / 歌 - 桂亜沙美

### キャスト（テレビアニメ）
- 飛葉大陸 - 緑川光
- ルックス - 子安武人
- ハンペン - 松井菜桜子
- ダントツ - 園部啓一
- 4t - 永野善一
- 終電 - 斉藤梨絵
- 桃井 - 高木渉
- 赤城 - 茶風林
- 志乃 - 佐藤裕美
- 長島 - 郷田ほづみ

### 各話リスト
| 話数 | サブタイトル    | 脚本            | 絵コンテ          | 演出              | 作画監督                   | 放送日         |
| ---- | --------------- | --------------- | ----------------- | ----------------- | -------------------------- | -------------- |
| 1    | シージャック    | 茂松宏朗 西園悟 | 渡辺純央 鈴野貴一 | 渡辺純央 鈴野貴一 | 大沢正典                   | 2002年 4月27日 |
| 2    | ハポ            | 茂松宏朗 西園悟 | 江島泰男          | 江島泰男          | 石川慎亮                   | 5月18日        |
| 3    | チームワイルド  | 西園悟          | 牟礼町            | 白石道太          | 関崎高明                   | 5月25日        |
| 4    | 赤い草原病      | 西園悟          | 松園公            | 西村大樹          | 大沢正典                   | 6月15日        |
| 5    | 地獄島          | 西園悟          | 奥田誠治          | 羽生尚靖          | 福島善晴                   | 6月22日        |
| 6    | 突入            | 西園悟          | 開木菜織          | ヤマトナオミチ    | 石川慎亮 伊達里実          | 6月29日        |
| 7    | 終電            | 西園悟          | 奥田誠治          | 白石道太          | 福島善晴 伊達里実          | 7月13日        |
| 8    | 過去            | 土屋理敬        | 松園公            | 盛山たかし        | スタジオソナム             | 7月20日        |
| 9    | 模擬訓練        | 土屋理敬        | ヤマトナオミチ    | 羽生尚靖          | 石川慎亮 大沢正典 伊達里実 | 7月27日        |
| 10   | 急転            | 土屋理敬        | 李青鳳            | ヤマトナオミチ    | 村上勉 粟井重紀 伊達里実   | 8月10日        |
| 11   | 野生の七人      | 西園悟          | 松園公            | 白石道太          | 木村圭市郎 伊達里実        | 8月17日        |
| 12   | 狼              | 西園悟          | 小寺倫代          | 鈴野貴一          | 関口雅信                   | 8月24日        |
| 13   | 果てしなき戦い… | 西園悟          | 小林一三          | ヤマトナオミチ    | 村上勉 伊達里実            | 8月31日        |

## 映画版
2011年12月21日に全国公開。監督は羽住英一郎。主演は瑛太ほか。北九州でのロケでは実際に市街地を封鎖し行われ、高速道路は建設途中の道路を使用している。
丸の内ルーブル、渋谷東急、新宿ミラノ、池袋シネマ・ロサ他全国292スクリーンで公開され、2011年12月24、25日の公開初週週末の土日2日間は興収8,744万6,200円、動員6万4,348人になり映画観客動員ランキング（興行通信社調べ）で初登場第10位となった。

### キャスト（映画版）

#### ワイルド7メンバー
飛葉大陸：瑛太
使用バイク - ホンダ・CB1100改
愛用銃 - コルト・ウッズマン飛葉カスタム、スタイアーTMPマシンピストル
特技 - ガン・バイクテクニック
罪状 - 殺人罪、銃刀法違反罪、公務執行妨害罪、他
恋人に絡んだヤクザ組員3人を口論の果てに殺害（恋人は直後に自ら絶命）。銃刀法違反・公務執行妨害を加えた無期懲役犯となる。ノベライズ版（小学館文庫刊）によると飛葉大陸の名も本名ではなく、草波によって与えられたコードネームとなっている。
セカイ：椎名桔平
使用バイク - カワサキ・W650改
愛用銃 - コルト ガバメント・ロングスライドカスタム、M4カービン
特技 - バイクテクニック
罪状 - 殺人罪、傷害罪、窃盗罪、逃走罪、銃刀法違反罪、公務執行妨害罪
男性を撲殺した後に少年院入りし2年後に脱獄。警官2名を撲殺・拳銃強奪（銃刀法違反・公務執行妨害etc.）の無期懲役犯となる。
本作では岩下こずえの父親。桐生の策略で人質にされた彼女を単身で救おうとし、意を汲んだ仲間達によって救出を成功させるも、気絶した娘を抱えていたことで撤退が遅れたために背後を撃たれて致命傷を負ってしまい、藤堂にこずえの身柄を託して殉職。セカイの殉職で欠員となった枠に、本間ユキが新たに加入することになる。
パイロウ：丸山隆平（関ジャニ∞）
使用バイク - カワサキ・ゼファー1100改・サイドカー仕様
愛用銃 - ベレッタM92FS、M4カービン、M203
特技 - 爆薬
罪状 - 窃盗罪、殺人罪、傷害罪、激発物破裂罪、威力業務妨害罪
独学で学んだ爆弾作りに魅入られ連続爆破魔となり、最終的に警官2名を爆殺、無期懲役犯となる。
ソックス：阿部力
使用バイク - スズキ・GSX1300Rハヤブサ改
愛用銃 - コルト コンバットコマンダーカスタム、H&KMP5K
特技 - コンピュータ
罪状 - 殺人罪、偽計業務妨害罪、傷害罪、銃刀法違反罪、賭博法違反罪
元天才詐欺師。闇カジノ界のギャンブラーとして名を馳せ、マカオでカジノを任されるも店の金に手をつけマフィアに追われる身となる。中国で追手2名を射殺して無期懲役犯となった後、国家間の裏取引で超法規的措置としてワイルド7入り。
オヤブン：宇梶剛士
使用バイク - ホンダ・シャドウ750改
愛用銃 - コルト パイソン357 6inch、ダネルMGL
特技 - 喧嘩
罪状 - 殺人罪、傷害罪、銃刀法違反罪、威力業務妨害罪、他
かつては某・広域指定暴力団の組長。若頭時代に当時の組長を敵対する組に暗殺され激怒。単身その組に殴り込んで組長のみならず5名の組員を殺した武勇伝を持つ。
原作漫画版のヘボピーが持っていた“巨漢＆怪力”キャラクターが、本作品ではオヤブンに割り振られており、物語終盤、片手でリボルビングランチャーを撃っている。そのため映画版ではヘボピーの怪力キャラクターは特段描かれていない。
ヘボピー：平山祐介
使用バイク - ヤマハ・V-MAX改・トライク仕様
愛用銃 - デザートイーグル、AT4ロケットランチャー、M4カービン
特技 - バイクメカニック
罪状 - 殺人罪、傷害罪、銃刀法違反罪、騒乱罪、公務執行妨害罪、現住建造物放火罪
幼少時に親が行方不明となりグレるも何とか更生。しかし働いていた工場に過去を知られて即クビを宣告されたことで激発し、社長を殺害して工場を爆破。逃亡後、紆余曲折を得てワイルド7入り。
B・B・Q（ビー・ビー・キュー）：松本実
使用バイク - ヤマハ・SR400改
愛用銃 - ワルサーPPK、MP5K
特技 - ガンテクニック
罪状 - 殺人罪、現住建造物放火罪、強盗致死傷罪、傷害罪、銃刀法違反罪、住居侵入罪
私生児として生まれ養父母に育てられるも、ある時養父母に地上げを迫る暴力団員を刺殺、少年院を出た後に彼を恐れる養父母との乖離が決定的になってしまったことに絶望し猟銃乱射・家屋放火後に逃亡（逃げ遅れた養父母は焼死）。紆余曲折を経てワイルド7入り。

#### その他（映画版）
藤堂正志：要潤
東都新聞社社会部記者。都市伝説化したワイルド7の実在を信じ、彼らを追う。
終盤、後輩である岩下こずえと共に桐生に拉致されてしまうもワイルド7に救出され、その際に致命傷を負ったセカイからこずえの身柄を託される。
桐生の破滅後、「ワイルド7は桐生の捏造によって作られた存在」として真実を追うのを自ら封印するものの、こずえが自分に代わってワイルド7の真実に迫ろうとすることは止めなかった。
岩下こずえ：本仮屋ユイカ
東都新聞社社会部新人記者。藤堂と行動を共にするが、ワイルド7については半信半疑。
セカイの娘で最後までそれを知ることはなかったが、彼の遺品となったジャケットからワイルド7の存在を信じ、藤堂に代わって「ワイルド7は正義の味方である」という信念の下、真実に迫ろうと決意する。
成沢守：中原丈雄
検事総長。ワイルド7と草波の後ろ盾。
終盤、桐生の陰謀を知った草波とワイルド7のために敢えて草波に自分を殴らせ、彼らの行動を黙認した。
桐生圭吾：吉田鋼太郎
公安調査庁情報機関（通称：PSU（Public Security Unit））の情報分析部門統括者にして、本作最大の黒幕。
犯罪情報の伝達を故意に遅らせて凶悪犯罪を助長させるだけでなく、その間に株取引などを行なって利益を貪っており、これを嗅ぎつけた草波とワイルド7を抹殺すべく、こずえと藤堂を人質に取ってセカイを葬るも、逆に草波の罠に嵌り、自身が持つ情報の中から全世界の闇社会の情報を暴露されてしまい、破滅。逃亡も虚しく、何者かの手によって抹殺された。
本間ユキ：深田恭子
謎めいた美女。10年前、広域指定犯罪グループM108号によるテーマパーク爆破テロで家族を喪い、M108号への復讐のために生きてきた。そのために鍛えた拳銃の腕前もなかなかのもので、飛葉とは復讐を果たすための一環で近づいた。
桐生の破滅後、殉職したセカイの後釜としてワイルド7に加入。飛葉達と合流しながら初任務へ向かうところで、物語は幕を閉じる。
草波勝警視正：中井貴一
ワイルド7創設者にして指揮官。メンバーは全て彼が選んだ。
終盤、桐生の罠にかかるも、SAT隊員に変装してPSUに潜入。保身と恭順を示すことで居合わせた飛葉をも欺いて逆に罠にかけ、桐生が持つあらゆる情報の中から闇社会の情報だけを全世界に流したほどの策士。
桐生の破滅後、出頭してきたユキをワイルド7に加え、それを亡き恋人の墓参りに来ていた飛葉に伝えた。

### スタッフ（映画版）
- 原作：望月三起也『ワイルド7』
- 監督：羽住英一郎
- 脚本：深沢正樹
- 音楽：川井憲次
- 製作総指揮：ウィリアム・アイアトン
- 製作：久松猛朗、北川直樹、雨宮俊武、菅野信三、喜多埜裕明、加太孝明
- エグゼクティブプロデューサー：阿部秀司、小岩井宏悦
- プロデューサー：八木欣也、野村敏哉、森井輝
- アソシエイトプロデューサー：小出真佐樹
- ラインプロデューサー：古屋厚
- 撮影：江崎明生
- 照明：三善章誉
- 録音：柳屋文彦
- 美術：上條安里
- 装飾：小山大次郎
- コスチュームデザイナー：角田今日子
- VFXスーパーバイザー：オダイッセイ
- アクションコーディネーター：諸鍛冶裕太
- カー&バイクスタント：雨宮正信
- 警察監修 :住本祐寿
- ガンエフェクト：納富貴久男
- 音響効果：柴崎憲治
- 編集：小江英幸
- 選曲：藤村義孝
- キャスティング：緒方慶子
- 助監督：相川光信
- 制作担当：道上巧矢
- 企画・制作プロダクション：阿部秀司事務所
- 企画・制作協力：スーパービジョン
- 制作プロダクション：ROBOT
- 配給：ワーナー・ブラザース映画
- 製作：「ワイルド7」製作委員会（ワーナー・ブラザース映画、ソニー・ミュージックエンタテインメント、KDDI、東急レクリエーション、Yahoo! JAPAN、ROBOT、阿部秀司事務所）

### 主題歌（映画版）
- 「CHASE」L'Arc〜en〜Ciel（Ki/oon Records）

### ロケ地
- 埼玉県川口市
- 福岡県北九州市

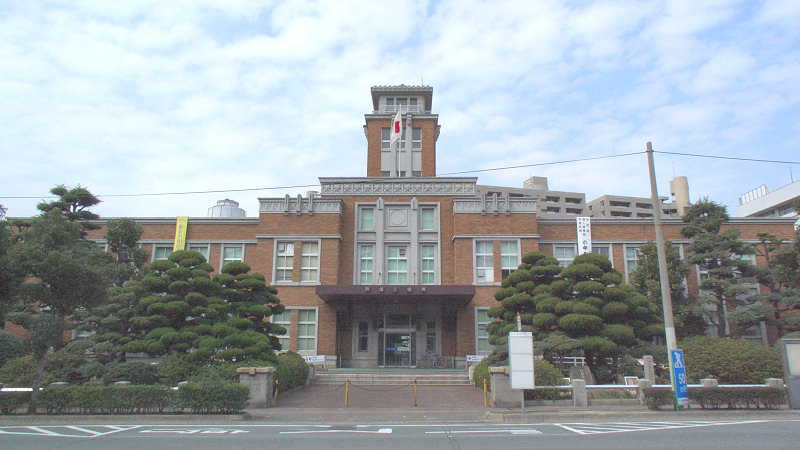
銀行強盗シーンの撮影に使用された旧戸畑区役所（現：戸畑図書館。2006年3月撮影）

  - 銀行強盗のシーン撮影では、同市戸畑区の旧区役所前道路を2日間閉鎖、500台の路線バスを迂回させた[66]。
- 大分県大分市
- 東京都江東区　東京夢の島マリーナ・マリーナ内レストラン Dimare（ディマーレ）
  - 深田恭子演じる本間ユキがアルバイトしているレストラン

### キャッチコピー
- 「GET WILD, SAVE THE WORLD」（ティザーver.）
- 「悪を撃ち抜け 愛を守り抜け」（本ポスターver.）

### 関連作品（映画版）
コミカライズ
作画：橋本還（雨蘭）
ノベライズ
文章：奥村千明

### 備考
- 飛葉が使用する拳銃は原作とは別の銃にすることを提案をされたものの、原作者である望月の強い希望によってコルト・ウッズマンを使用することとなった。また同銃のプロップガンは絶版となったウッズマンのモデルガンを元にし、大口径化とレイルシステムなどのカスタムを施した映画オリジナルモデルである。
- ワイルド7メンバーたちを演じる役者は丸山隆平以外の全員が撮影前に自動二輪の大型免許を取得しており、丸山も映画撮影に伴い大型免許を取得した。

### Blu-ray / DVD
2012年5月23日発売。発売元はワーナー・ブラザース・ホームエンターテイメント。
- 【初回限定生産】ワイルド7 ブルーレイ&DVDセット プレミアム・エディション（3枚組）
  - ディスク1：本編Blu-ray
  - ディスク2：本編DVD
  - ディスク3：特典映像DVD
- ワイルド7（Blu-ray 1枚組）
- ワイルド7（DVD 1枚組）

## 関連作品

### トリビュート作品
ヤングキング2009年19号より、作品生誕40周年を記念したトリビュート作「WILD7 TRIBUTE」が6号連続掲載された。参加する漫画家は以下の通りで、土山や小林など望月のアシスタント経験者も参加している。
- 東本昌平
- 土山しげる
- 小林まこと
- 神崎将臣
- 山口かつみ
- すぎむらしんいち

### ビデオ
1. Vol.1 野生の七人 - 1994年12月17日発売
2. Vol.2 バイク騎士（ナイト）事件 - 1995年2月21日発売

### パチスロ
- 2006年にラスターによって販売、ホールに設置された。5号機。

### ゲーム
- 「ルール・ザ・ワールド：ワイルド7」　2003年に国際通信社から発売されたテーブルトークRPG。

### その他の関連作品
- 2008年に神奈川県警察の警察職員募集のポスターに採用されており、2種類ある。